# Saint-Domingue (colonie française)
Pour les articles homonymes, voir Saint-Domingue.
1697–1804
Entités précédentes :
- Capitainerie générale de Saint-Domingue

Entités suivantes :
- Premier Empire d'Haïti (1804)
- Saint-Domingue (1809)

La colonie française de Saint-Domingue, située sur la partie occidentale de l'île d'Hispaniola (aussi appelée Haïti, au sens large du mot), est officiellement une possession française à partir du traité de Ryswick, par lequel l'Espagne cède ce territoire à la France (20 septembre 1697) et jusqu'à sa prise d'indépendance sous le nom d’Haïti (1er janvier 1804), son premier chef de l'État étant Jean-Jacques Dessalines, proclamé empereur d'Haïti sous le nom de Jacques Ier.
Dès la fin des années 1620 (époque du ministère de Richelieu), des Français sont présents dans la partie ouest d'Hispaniola, particulièrement dans l'île de la Tortue et principalement sous la forme de la piraterie (François l'Olonnois). Jusqu'au début des années 1680, l'ouest d'Hispaniola, déserté par les colons espagnols, est en effet un repaire de flibustiers, avec deux bases principales : l'île de la Tortue sur la côte nord et l'Île-à-Vache sur la côte sud.
Vers 1680, la France impose sa présence militaire dans l'ouest d'Hispaniola, au détriment des Espagnols, mais aussi des Anglais. De 1680 à 1700, les gouverneurs désarment progressivement les flibustiers afin de développer une économie de plantation, orientée notamment vers le sucre.
Après le traité de Ryswick et la reconnaissance officielle de l'Espagne, la colonie de Saint-Domingue prend une place de premier plan dans la production sucrière française et même mondiale, employant en 1788 plus de 400 000 esclaves et 22 000 affranchis.
De nombreux négociants rochelais établissent des relations commerciales avec Saint-Domingue, donnant une importance singulière au port de La Rochelle sur la façade atlantique.

## Hispaniola avant l'arrivée des Français (1492-1630)

### Débuts de la colonisation par les Espagnols (1492-1530)

Organisation politique de l'île en 1491 avec les royaumes taïnos (Caciquats d'Hispaniola) et les villes principales.

Après la découverte de l'île par Christophe Colomb en octobre 1492, Hispaniola est, jusqu'à la conquête de Cuba en 1511, le centre de la colonisation espagnole, d'abord sous la direction de Colomb lui-même (« vice-roi des Indes » jusqu'en 1500), puis d'autres vice-rois. Après la conquête du Mexique (1521) et la constitution de la vice-royauté de Nouvelle-Espagne (capitale : Mexico), Hispaniola devient une simple colonie, pourvue d'un gouverneur, au sein de cette vice-royauté.

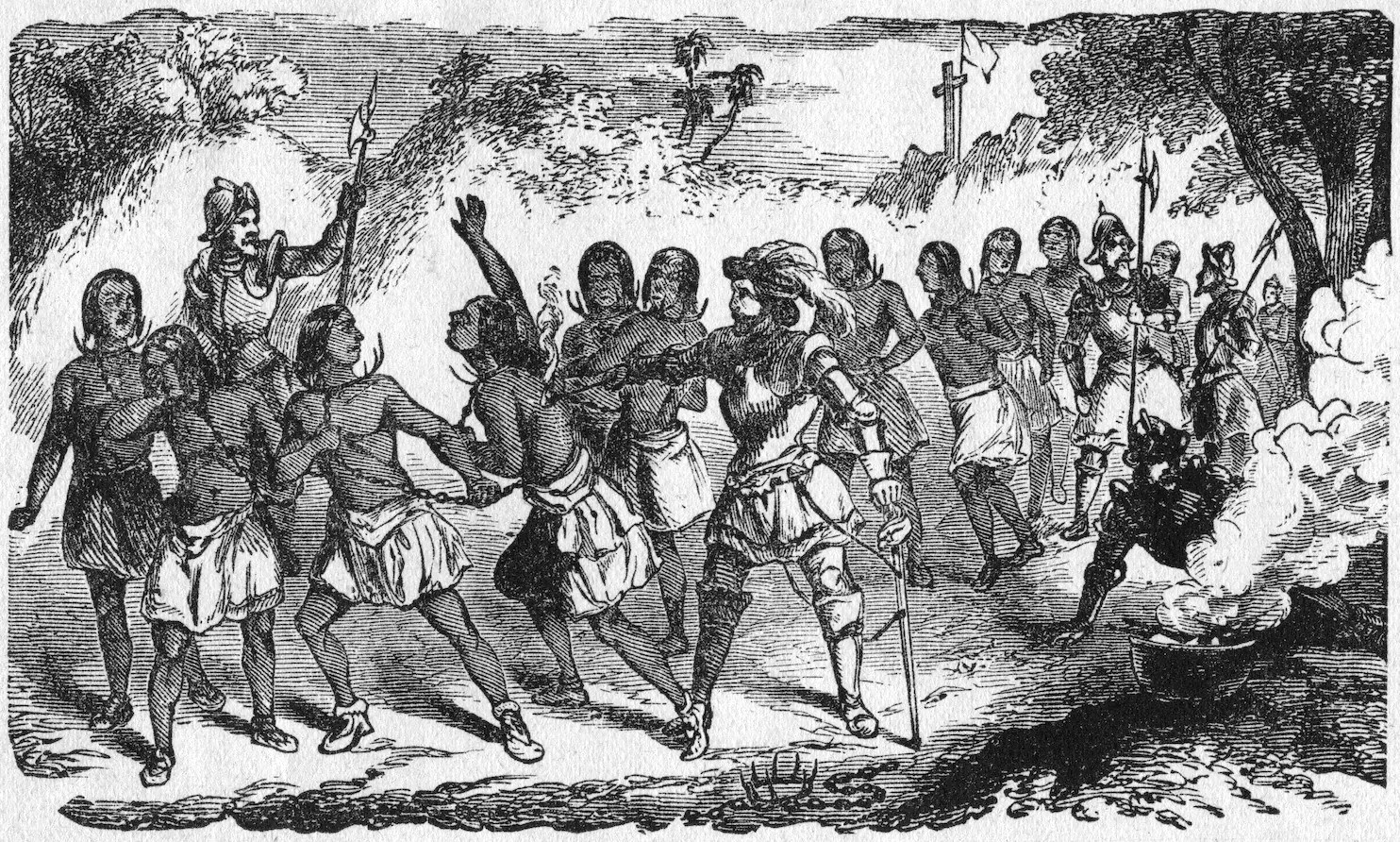
Conquistadors espagnols marquant au fer les autochtones réduits en esclavage.

Les Espagnols s'intéressent principalement aux (faibles) gisements d'or qui s'y trouvent, mais développent tout de même une colonisation agricole (encomiendas). La population indigène, des Arawaks et des Taïnos, diminue considérablement du fait de l'arrivée des Européens (épidémies, réduction en esclavage) et finit par disparaître.

### Pirates et corsaires dans la partie ouest de l'île (à partir de 1530)
À partir de 1530, la production d'or faiblit fortement : les colons concentrant alors leurs efforts sur la partie orientale de l'île, abandonnent la partie occidentale qui devient la proie facile des pirates français ou anglais.

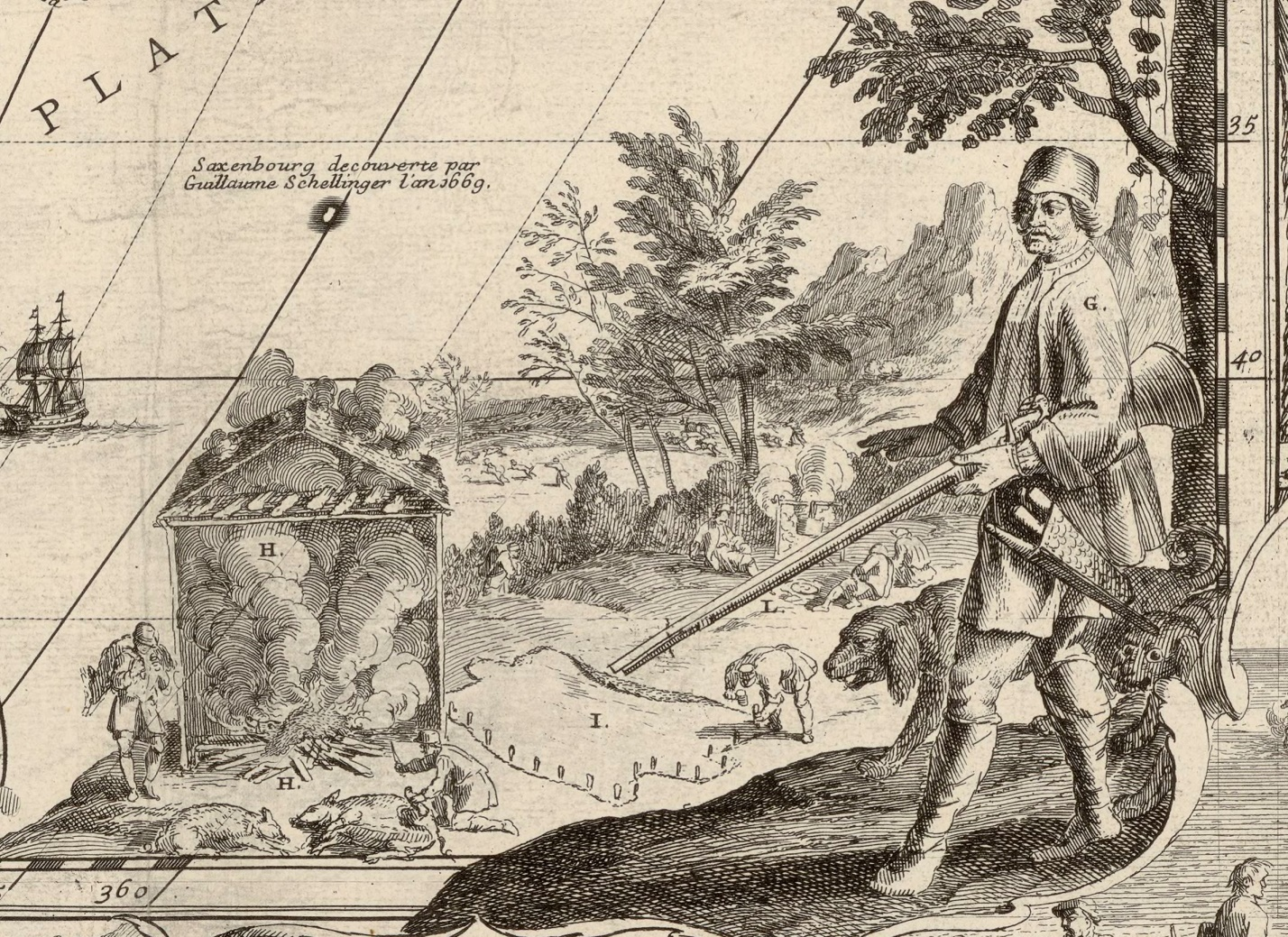
Boucanier en 1698.

Les animaux domestiques abandonnés par les premiers colonisateurs (chevaux, vaches et chiens), vivent en liberté dans l'île et constituent une réserve de chasse facile pour les boucaniers.
Les boucaniers s'installent notamment à la base du Cap-Monte-Cristo, au nord, qui est la frontière actuelle entre Haïti et la République dominicaine. Ils s'installent aussi à Port-de-Paix et Petit-Goâve et sur l'îlot de Port-Margot.
Malgré une politique de la terre brûlée menée par le roi Philippe III (roi de 1598 à 1621), destinée à lutter contre leurs raids de pillages, les boucaniers renforcent leur présence.
Entre 1600 et 1630, apparaissent les corsaires (officiellement : marins au service d'un pays en guerre attaquant les navires et territoires ennemis), qui commencent à installer des bases permanentes dans la mer des Caraïbes, dans les secteurs abandonnés par les Espagnols, comme l'île à Vache, l'île de la Tortue ou la côte nord-ouest d'Hispaniola.

## La politique coloniale française sous Louis XIII et Louis XIV

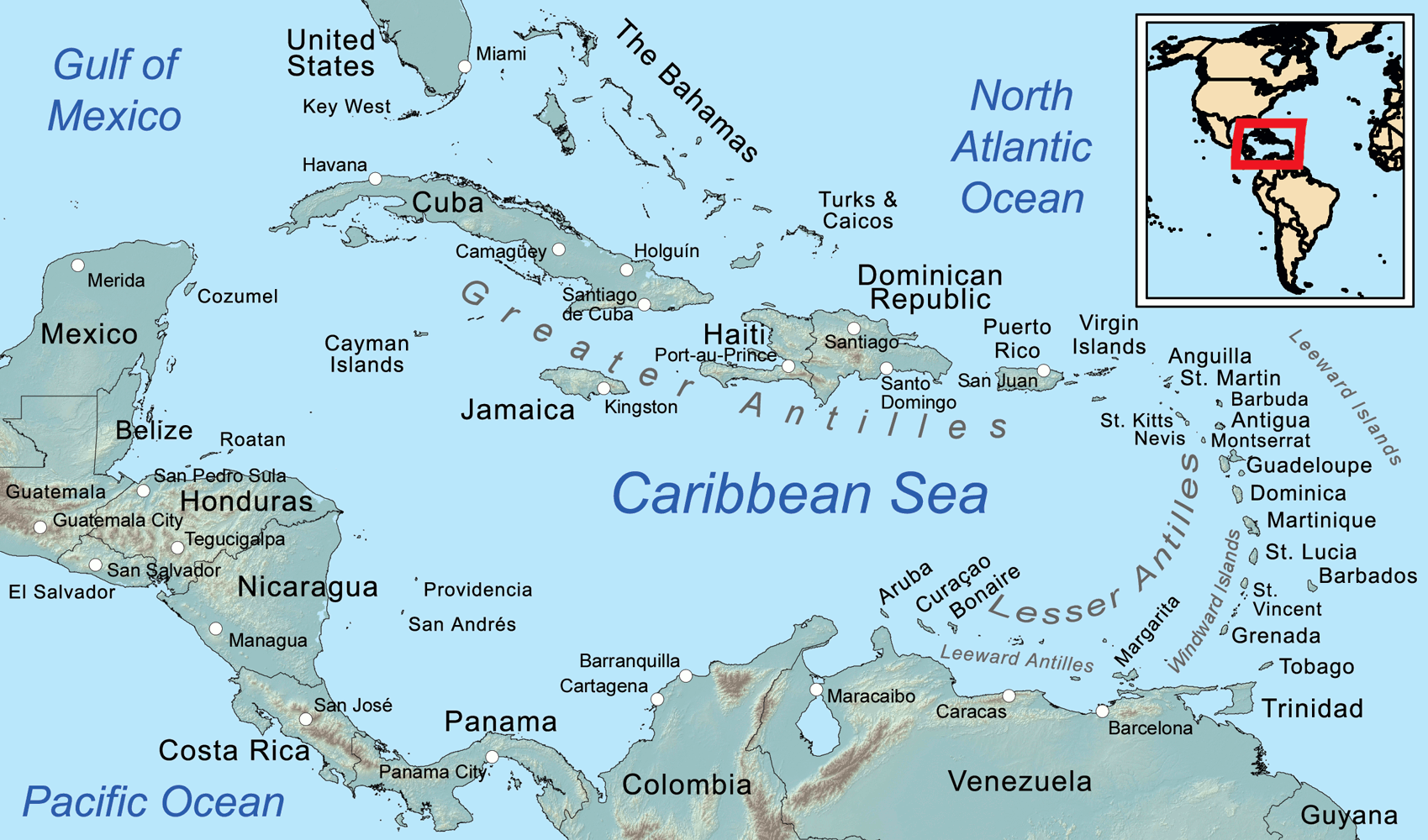
Espace caraïbe

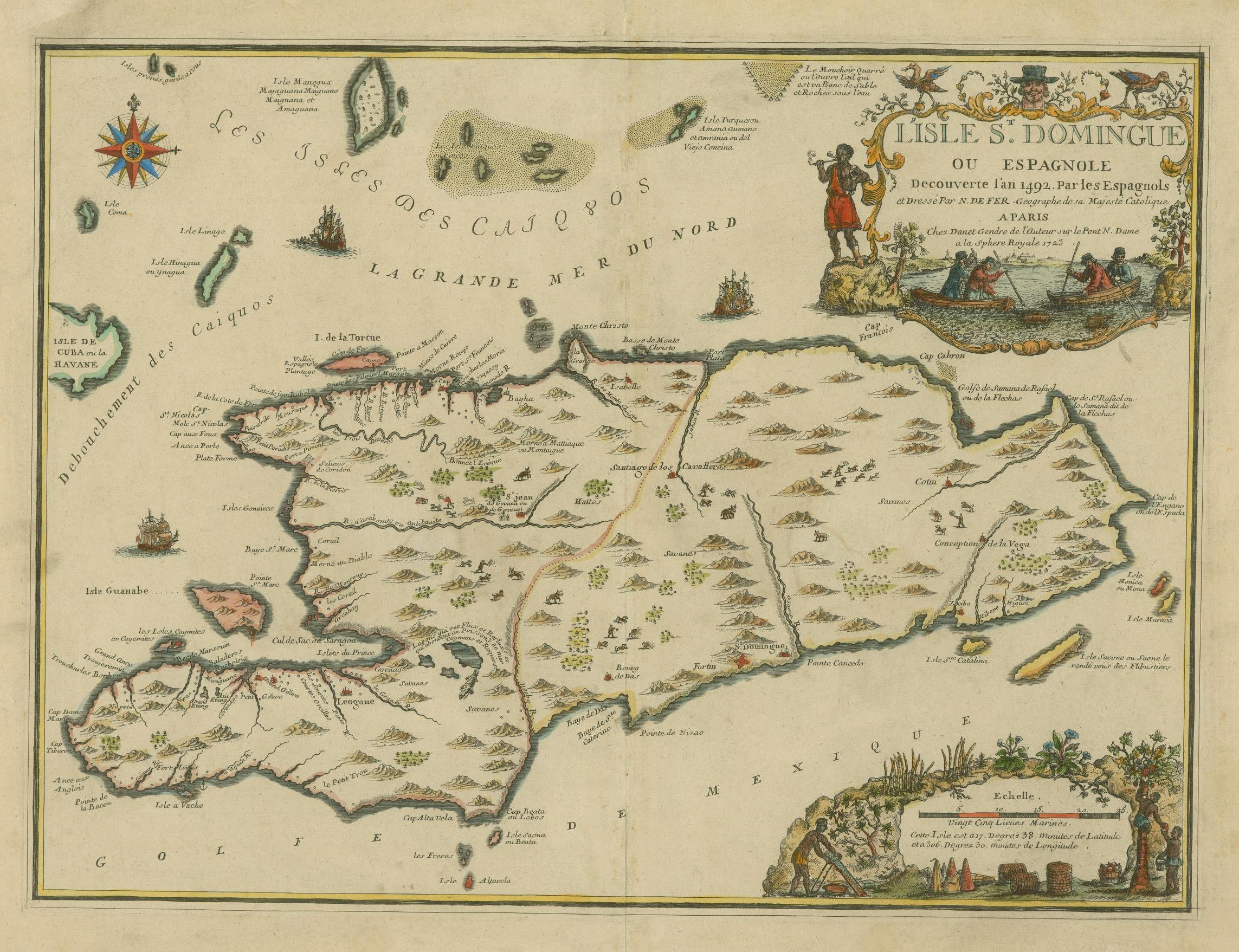
Carte de l'île d'Hispaniola.

Le cardinal de Richelieu, qui devient principal ministre de Louis XIII en 1623, dote la France d'une politique coloniale. Jean Cavelet, seigneur de Herteley, homme de confiance de Richelieu et un des futurs directeurs de la Compagnie de Saint-Christophe, s’engage dans le financement des activités de flibuste de Pierre Belain d'Esnambuc avec Urbain de Roissey, sieur de Chardonville.
Durant cette période, la présence française est attestée surtout par des documents écrits à l'île de la Tortue, en raison de son importance militaire, mais on en trouve des traces sur les côtes de Saint-Domingue. Les liens entre les deux zones sont attestés : chacune des deux sert de refuge en cas de problèmes dans l'autre.[réf. souhaitée]

### L'île de la Tortue (1629-1665)

#### Vue d'ensemble

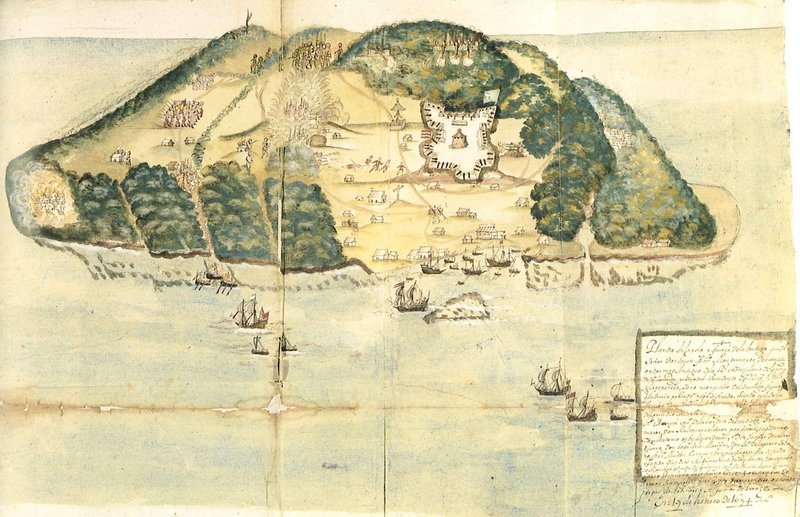
L'Île de la Tortue au XVIIe siècle.

D'abord installés sur l'île de Saint-Christophe, les Français se concentrent ensuite sur la Martinique et la Guadeloupe, mais certains s'installent plus à l'ouest, sur l'île de la Tortue, de façon non officielle car l'Espagne se considère encore comme possesseur de toutes les îles des Caraïbes (en vertu du traité de Tordesillas de 1493). La Tortue va devenir le point de ralliement des flibustiers anglais, français et hollandais, aux côtés des boucaniers (Frères de la côte) qui assurent l'approvisionnement en viande.
Durant cette période, l'île de la Tortue est l'objet d'un conflit opposant Espagnols, Français et Anglais, mais les Français l'emportent en fin de compte et consolident leur implantation sur Hispaniola.
Les tentatives de pratiquer l'esclavage échouent : les esclaves introduits à la Tortue deviennent libres de facto[réf. souhaitée]. En 1642, Louis XIII autorise la traite des esclaves[réf. souhaitée].

#### Chronologie
- En 1629, Pierre Belain d'Esnambuc et Pierre Vadrosque, chassés de Saint-Christophe, s'installent sur l'île de la Tortue.
- En 1630, les Espagnols (don Fadrique de Toledo) reprennent le contrôle de l'île de la Tortue. Expulsés, une partie des flibustiers se réfugie sur l'île d'Hispaniola elle-même.

Période anglaise (1632-1640)
- Les Espagnols cèdent ensuite l'île aux Anglais[pourquoi ?], qui la renomment « Isle of Association[7] ».
- En 1632, Anthony Hilton est nommé gouverneur de l'île.
- En 1635, il est remplacé par Nicholas Riskinner, qui meurt peu après.
- Des affrontements éclatent entre colons anglais et français, qui sont revenus.
- En 1638, sous la direction de Don Íñigo de la Mota, les Espagnols attaquent de nouveau les colonies mixtes de pirates français et hollandais sur la Tortue.
- En 1639, de nouveaux colons anglais venus de la Barbade sous la direction de Robert Flood s'installent dans le but de cultiver le tabac.

Période française : François Levasseur (1640-1652) et l'ordre de Saint-Jean (1651-1654)
- En 1640, le huguenot François Levasseur et ses coreligionnaires sont envoyés par Longvilliers de Poincy, gouverneur de Saint-Christophe, prendre le contrôle de l'île de la Tortue[8]. Ils font édifier le fort de La Roche sur le piton rocheux qui domine le port au sud (Basse-terre) et font construire des casernes capables d'accueillir trois cents hommes, avec des magasins à poudre et des canons. L'année suivante, ils expulsent les colons anglais, mais permettent aux pirates anglais ou hollandais de rester.
- En 1648, les Anglais tentent de reprendre le contrôle de l'ile, mais sont repoussés par Levasseur.
- En 1650, Levasseur fait venir plusieurs centaines de prostituées européennes pour mettre fin au « matelotage » (relations homosexuelles dans le milieu des pirates et boucaniers).
- En 1651, Louis XIV concède plusieurs îles[Lesquelles ?] (dont l'île de la Tortue), à l'ordre de Saint-Jean de Jérusalem. Louis d'Ache, chevalier de Fontenay, est nommé gouverneur.
- En 1652, Levasseur est assassiné, probablement à cause de sa religion ; ses deux lieutenants, Thibault et Martin Poincy et le chevalier de Fontenay se partagent son héritage.

Retour des Espagnols (1654)
- En 1654, de Fontenay doit se rendre à l'Espagnol Don Gabriel Rozas de Valle Figueroa après avoir défendu l'île avec honneur[réf. souhaitée]. Les flibustiers quittent l'île et se réfugient au Petit-Goâve, sur la côte ouest de Saint-Domingue où ils recréent leur « république flibustière » avec tripots, entrepôts et chantiers de réparation.

Reprise en main par la France (1656)
- En 1656, Jérémie Deschamps du Rausset obtient du roi de France le titre de lieutenant du roi en l'île de la Tortue.
- En 1664, du Rausset doit rétrocéder l'île à la Compagnie des Indes Occidentales moyennant 10 000 livres, après avoir été embastillé pour avoir essayé de la vendre aux Anglais pour 8 000 livres.
- En 1665, Louis XIV nomme Bertrand d'Ogeron de La Bouëre gouverneur de l'île.

Il contribue au peuplement de Saint-Domingue en assurant le transport de centaines d'engagés, qui en échange de la gratuité du voyage doivent travailler pendant trois ans et sont de ce fait surnommés « les trente-six mois ». Ces engagés, partis de La Rochelle, sont d'abord dirigés sur Léogâne, puis sur la Tortue.[réf. souhaitée]

### Guerre de Dévolution (1666-1670)
Cette période voit les premières fissures dans la traditionnelle alliance contre l'Espagne des flottes française, anglaise et hollandaise.
- En 1666, Jean Bart s’engage sur le Sept-Provinces, navire de l'amiral Michiel de Ruyter, chef de la flotte des Provinces Unies[10], pour combattre les Anglais.

C'est le début de la guerre de Dévolution, Français contre Espagnols et Hollandais. Néanmoins les Hollandais furent flibustiers aux côtés des Anglais et des Français et réciproquement.
Les flibustiers François l'Olonnais et Michel le Basque, organisent la première grande expédition de flibuste avec la prise et le pillage de Maracaibo.
Bertrand d'Ogeron de La Bouëre (et plus tard son neveu Pouancey) vend aux flibustiers et aux boucaniers des femmes blanches à marier qu’il fait venir d'orphelinats d’Europe ou d'autres déportées comme Anne Dieu-le-veut. Début de la colonisation de Port-de-Paix.
 Le flibustier Delile prend et pille la ville de Saint-Yague dans la partie espagnole de Saint-Domingue.
- 28 juillet 1669, François Trébutor commandant la frégate La Sainte-Catherine armée par le gouverneur reçoit une commission (lettres de course) d'Ogeron permettant la flibuste.
- La population est estimée à 1 500 personnes en 1669 (Tortue et côte nord-ouest réunies). C'est trois fois plus en 1677[13], mais les plantations ne commencent que plus tard, preuve que le secteur est alors une base de repli pour les petits planteurs de tabac et flibustiers de toute la Caraïbe.

### Première expansion sucrière (1670-1684)
C'est la première grande époque de l'expansion sucrière aux Antilles françaises, virage important de l'histoire de la Martinique et la Guadeloupe. Louis XIV tente aussi de l'implanter à Saint-Domingue, mais il ne parvient pas à mettre au pas les boucaniers qui peuplent la côte nord-ouest de l'île, même si une bonne partie fuient vers le Rendez-vous de l'île d'Or au Panama. La culture du tabac qui fait vivre des milliers de flibustiers est régie par une ferme du tabac, concédée en 1674 à la Marquise de Maintenon avec un prix d'achat très bas et un prix de revente élevé, ce qui favorise l'expansion du tabac de Virginie.
La compagnie des Indes occidentales perd son monopole en 1670 et tombe en faillite en 1674. Les grands ports ont le droit de commercer du sucre et des esclaves. C'est l'époque où de grandes familles d'armateurs développent le négoce du sucre.

### Regain corsaire (1685–1696)
La fin des années 1685 à 1696 est l'occasion d'un regain d'activité pour les corsaires de Saint-Domingue à la suite d'une inversion générale des alliances en Europe. À partir de 1688 la Glorieuse Révolution britannique casse l'alliance entre Louis XIV et la couronne d'Angleterre. Celle-ci désormais protestante est alliée aux Hollandais. En 1692, la France se retrouve même isolée contre la Ligue d'Augsbourg, que vient de rejoindre l'Espagne.
- En 1697, M. de Pointis réunit une flotte de flibustiers pour une expédition contre Carthagène qui est pillée avec un butin de plusieurs millions de piastres. 
En mai, 300 esclaves se soulèvent au quartier Morin de la Petite Anse.

### Le traité de Ryswick (1697) et l'officialisation de la colonie française de Saint-Domingue
Le traité de Ryswick (30 octobre 1697) entre l'Espagne et la France sécurise la situation dans la colonie. L'Espagne reconnaît la domination française sur la partie ouest de Saint-Domingue en échange de l'arrêt des raids de corsaires contre ses possessions coloniales. Louis XIV accepte en échange de rendre la plus grande partie des Pays-Bas espagnols.

## La Rochelle et Saint-Domingue

### Le développement de La Rochelle
De la Régence à la Guerre d’Amérique, La Rochelle figure en bonne place des ports bénéficiant de la croissance de Saint-Domingue. Elle est cinquième après Bordeaux, Nantes, Le Havre et Marseille.
La Rochelle s’impose sur un plan international, au XVIIIe siècle, en étant en relation dès 1630 avec les Antilles, privilégiant des relations annuelles régulières.
La traite des Noirs et les importations de sucre des Isles assureront sa prospérité jusqu’à la Révolution française.
En 1664, la Compagnie des Indes occidentales, compagnie commerciale française est créée par Colbert à Saint-Domingue. À la suite de cette création, dès 1682, la flotte rochelaise triple de volume et la ville devient le premier port français pour le commerce des Isles d’Amériques.
Les activités et le trafic de raffinage avec Saint-Domingue augmentent considérablement, vers 1660. En moins de 40 ans, le nombre des navires pour les Antilles est multiplié par deux, passant de 20 à 30 navires en 1660 et de 40 à 55 navires en 1680.
Ainsi, en 1710, on peut compter 16 raffineries à La Rochelle produisant 3 millions de livres de sucre blanc.
A cette époque, les voyages aux Antilles (Saint-Domingue) durent en moyenne quarante jours. Le sucre a remplacé le tabac, et les activités de pêche.
Les voyages « triangulaires » pouvaient durer parfois un an. Le navire allait dans un premier temps sur la côte d’Afrique pour échanger divers produits, tels que des coquillages, eau de vie, tabac, fusils contre des esclaves, que l’on débarquait à Saint-Domingue. Les esclaves africains étaient majoritairement transportés et vendus dans les îles françaises, comme à Saint-Domingue. On chargeait alors des produits coloniaux pour le retour, comme le sucre, le café, le coton, l'indigo.
En 1791, le trafic total avec Saint-Domingue représente 50 % des entrées de navires et des armements du port de La Rochelle. Cette ville était le cinquième port de France.

### Les armateurs rochelais à Saint-Domingue: la famille Fleuriau
Beaucoup d’armateurs et de négociants se sont installés à Saint-Domingue pour un meilleur contrôle ; pour certains, ils ont installé des représentants sur l’île, comme planteurs ou intermédiaires. L'historien Jacques de Cauna a été le premier à étudier leur présence, dans la plaine du Cul-de-Sac notamment, aux portes de Port-au-Prince, à travers sa thèse sur la sucrerie Fleuriau de Bellevue publiée sous le titre Au Temps des Isles à Sucre. Histoire d'une plantation de Saint-Domingue au XVIIIe siècle (Paris, Edit. Karthala 1987, réédition 2003).
La famille Fleuriau, protestante, n’était pas rochelaise de souche, elle était originaire de Châtellerault. Elle apparaît dans la bourgeoisie marchande rochelaise à la fin du XVe siècle.
Aimé Benjamin Fleuriau, est un des grands armateurs qui s’est enrichi à Saint-Domingue. Arrivé à l’âge de 20 ans sur l’île de Saint-Domingue, il y est resté plus de 27 ans. Il n’est plus un étranger sur l’île. Il est devenu un créole par le cœur. La famille possédait une plantation sucrière à Bellevue à Saint-Domingue, on peut retrouver une belle maquette de cette plantation au Musée du Nouveau Monde à La Rochelle. Il y a dans ce même musée une sculpture de Toussaint Louverture, figure emblématique de la révolution des esclaves à Haïti en 1791, par Oussman SOW, érigée en mai 2015.
L’époque florissante du commerce du sucre de Saint-Domingue a permis de mettre en lumière de grandes fortunes du monde du négoce rochelais, comme la famille Fleuriau. La majorité d’entre elles sont propriétaires de plantations et de maisons de commerce essentiellement à Saint-Domingue. Garesché, Rasteau, Belin, Van Hoogwerff sont d’autres négociants Rochelais qui ont contribué à la traite négrière aux côtés de Fleuriau.

### L'empreinte de La Rochelle sur Saint-Domingue
Il existe une trace indélébile de La Rochelle à Saint-Domingue. On trouve encore aujourd’hui sur la côte Sud de l’actuelle république d’Haïti, dans la région de Nippes, un plateau, un récif et une rivière des Rochelois, ou encore certains dictons faisant référence aux fameuses filles de La Rochelle, à cette époque. De plus, les noms des colons rochelais se sont conservés sur leurs anciennes habitations. On peut donc voir des lieux-dits avec des noms comme Damiens, Boissonière, Raboteau et évidemment Fleuriau.
Enfin, certaines familles portent encore des noms d’anciens colons rochelais. L’empreinte de la Rochelle sur Saint-Domingue est donc encore réellement perceptible et vivace.

## Saint-Domingue auXVIIIesiècle: l'apogée économique d'une colonie
La paix de Ryswick en 1697 a permis un développement rapide des plantations de sucre, des terres étant données aux corsaires qui acceptent de cesser leurs attaques contre l'Espagne. Des cultures d'exportations sont introduites. Avec elles la traite négrière, suite de l'échec relatif de la politique dite des « 36 mois » pour les engagés volontaires. La rentabilité des plantations résulte de la surexploitation de la main-d'œuvre apportée par la traite des esclaves. L'aventure coloniale intéresse les cadets de familles nobles qui y trouvent le moyen de faire fortune dans la "terre" aux côtés des commerçants. La question raciale émerge formellement avec la question des titres de noblesse des "sangs-mêlés".

### Débuts de l'exploitation de la colonie (1698-1703)
- En 1698, la France concède l’administration du sud d’Hispaniola à la compagnie de Saint-Louis en contrepartie d’un engagement de colonisation.

La « Compagnie de Saint-Domingue » ou « Compagnie Royale des Indes » est créée. Elle établit ses bâtiments et entrepôts à Saint-Louis-du-Sud. Entre 1700 et 1714, le nombre d'esclaves passe de 9 000 à 24 000[réf. nécessaire]. La compagnie construit aussi des magasins et entrepôts dans le petit bourg de Jacmel, qui connaîtra un essor considérable grâce à son port ouvert au commerce extérieur. 
D'après des plans revus par Vauban, le Fort Saint-Louis est édifié sur l'îlet commandant l'accès à la baie.
- En 1700, les flibustiers français se joignent à leurs « frères » anglais de la Jamaïque. L'île de la Tortue est désertée.

La population est de 8 000 habitants dont 60 % de Blancs.
- En 1701, la partie française compte déjà 52 sucreries[20].
- En juin 1701, Louis XIV crée un second conseil supérieur, dont la résidence est au Cap et qui a dans son ressort les sièges royaux du Cap et du Port-au-Prince, détachés de celui du Petit-Goave.
- En 1701, le roi relance la Compagnie de Guinée, avec de nouveaux actionnaires, dont il fait partie. L'un d'entre eux est le financier Antoine Crozat. Elle a pour mission de livrer au moins 1 000 esclaves par an aux colonies, chiffre qui est bientôt porté à 3 000. Elle obtient même le monopole de livraison d'esclaves aux Espagnols et devient Compagnie de l'Asiento.

### Introduction des cultures du coton et du café (1703-1736)
L'esclavage monte rapidement, et se structure juridiquement et économiquement, les cultures se diversifient, même si la canne à sucre reste largement dominante.

### La colonie sucrière (1720-1791)
À partir de 1720, Saint-Domingue est le premier producteur mondial de canne à sucre. Au milieu du XVIIIe siècle, l'île exporte à elle seule autant de sucre que toutes les îles anglaises réunies et devient la principale destination des traites négrières via le commerce triangulaire. Ainsi, jusqu'en 1791, plus de 860 000 esclaves y sont importés, soit près de 45 % de la totalité des esclaves importés par la France dans ses colonies (environ 2 millions).
Avant la Révolution, les produits coloniaux de Saint-Domingue représentent un tiers des exportations françaises.

### Croissance de toutes les exploitations (1743 - 1765)
Les deux décennies qui précèdent la guerre de Sept Ans contre les Anglais sont celles d'une forte croissance des cultures esclavagistes, sucre et café, la traite négrière s'industrialisant, avec des bateaux plus grands, financés par des sociétés par actions.
La Révolution du café de Saint-Domingue, dans la deuxième partie du siècle, voit l'île devenir le premier producteur mondial, avec le défrichage des hautes terres de l'est de la colonie et l'importation à un rythme encore plus rapide d'esclaves dans la dernière décennie avant la Révolution.

## L'intervention dans la guerre d'indépendance des États-Unis. L'apparition d’officiers de couleur à Saint-Domingue
Saint-Domingue est une importante colonie où se trouve une infrastructure militaire. Elle est utilisée dans le cadre du soutien français à la guerre d'indépendance américaine (1775-1783). Il existe par ailleurs des liens entre les planteurs français de l'île et ceux des colonies françaises du sud des futurs États-Unis, notamment ceux de Louisiane (vendue en 1803 aux États-Unis par la France). Ils essaient les uns et les autres de limiter l'influence de la Nouvelle-Angleterre, anti-esclavagiste et indépendantiste.
En 1779, au moment du siège de Savannah, dans la colonie anglaise de Géorgie toute proche, qui est un des temps forts de la guerre d'indépendance américaine, environ 1 500 soldats venus de la colonie française, des chasseurs volontaires de Saint-Domingue, dont les futurs généraux de l'armée française André Rigaud et Henri Christophe, tous deux de couleur, s'illustrent lors du siège de Savannah.
- le 15 août, un corps expéditionnaire de 3 500 hommes, dont environ les quatre cinquièmes viennent des différentes îles des Antilles françaises, part du Cap-Français sous les ordres du comte Charles-Henri Théodat d'Estaing, vice-amiral de France, lieutenant général des Armées navales et ancien gouverneur de l'île, avec comme major général le vicomte François de Fontanges, par ailleurs propriétaire aux Gonaïves.
- le 12 septembre, le corps expéditionnaire, parti de Port-au-Prince et de Saint-Marc débarque en Géorgie près de Savannah.
- le 24 septembre débute le siège de Savannah
- le 9 octobre a lieu la prise de Savannah

Le corps des chasseurs volontaires de Saint-Domingue voit son action saluée dans le journal que rédige par le chef de l'expédition française, le Comte d'Estaing. Ce corps a permis, par un assaut contre un feu ennemi nourri, d'éviter à l'armée franco-américaine des pertes très lourdes, car il a couvert efficacement sa retraite. Le corps expéditionnaire français a finalement joué un grand rôle dans l'avancée et le succès de la guerre d'indépendance américaine,.

## La colonie et la Révolution française (1780-1794)

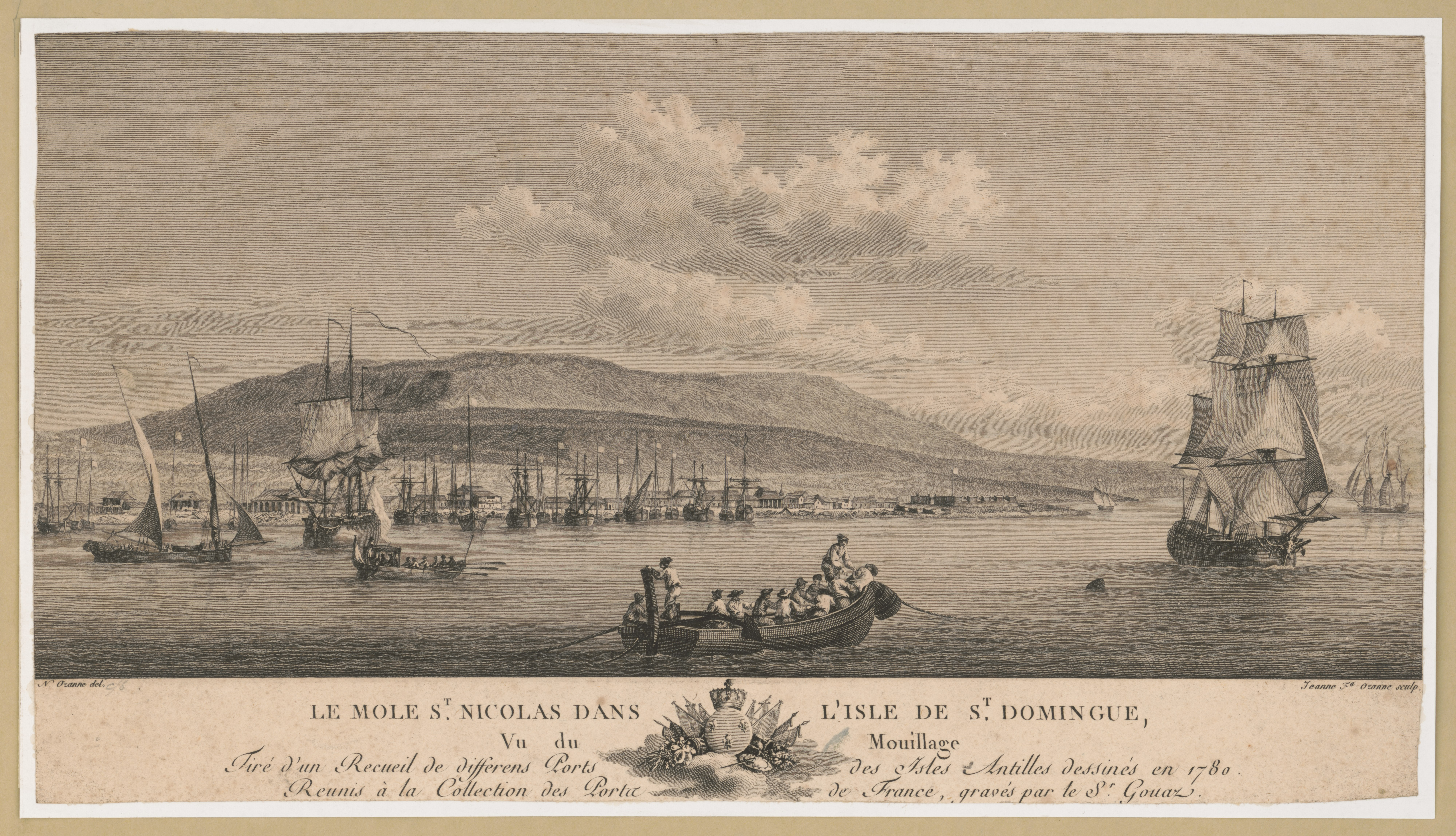
Le Môle-Saint-Nicolas à Saint-Domingue en 1780, par Pierre Ozanne.

### 1780 - 1789
La décennie précédant la Révolution française est marquée par un débat d'idées sur l'esclavage pendant lequel les écrits sont nombreux, des révoltes se multiplient et des groupes de pression se forment. Plusieurs des généraux blancs, noirs et métis qui participeront aux opérations militaires sont nés dans l'île : André Rigaud, Georges Biassou, Jean-François Papillon dit Jean François, Toussaint Louverture, Louis-Jacques Beauvais, Jean-Louis Villatte et bien d'autres.
- le 12 mai 1779 a vu la création par ordonnance des Chasseurs volontaires de Saint-Domingue, incluant des "gens de couleur libres".
- en 1784, le "mulâtre libre" Julien Raimond remet au gouverneur général de Bellecombe, qui le soutient, un rapport contre le préjugé de couleur et en faveur de l'égalité de droits avec les Blancs.
- En 1785, ce même gouverneur reconnaît la liberté à un groupe d’ex-esclaves dit marrons en provenance des montagnes de Baoruco de la partie espagnole de l'île. Il est rappelé en France peu après...
- En février 1788, Brissot de Warville fonde à Paris la Société des amis des Noirs, pour l'abolition de l'esclavage.
- En 1788, le planteur et futur député Pierre-Victor Malouet publie un mémoire défendant l'esclavage.
- Le recensement de 1788 fait état de 455 000 habitants dont 27 717 Blancs, 21 808 « gens de couleur libres », et 405 464 esclaves dans l'île. En 20 ans, la population d'esclaves a diminué d'un tiers.
- En 1789, la production de café atteint 43 000 tonnes. Les exportations vers la métropole représentent 161 373 788 livres tournois.
- En 1789 aussi, la croissance urbaine permet à deux villes d'émerger : Cap-Français (aujourd'hui Cap-Haïtien) qui compte 20 000 habitants et Port-au-Prince 10 000 habitants[29].
- Le 20 août 1789 le Club de l'hôtel de Massiac est fondé à Paris par des colons de Saint-Domingue pour défendre l'esclavage. de Saint-Méry, de la Martinique, y prend une part importante aux côtés de deux élus aux États généraux de la noblesse de Saint-Domingue, d'Arsy et de Kerloguen.
- le 26 août 1789, l'Assemblée nationale constituante adopte la Déclaration des droits de l'homme et du citoyen.
- entre le 3 et le 22 septembre 1789, Étienne Dejoly, député de Paris, participe à la lecture devant l'Assemblée nationale constituante du contenu d'un « cahier contenant les plaintes, doléances et réclamations des citoyens libres et propriétaires de couleur des isles et colonies françaises », préparé par un groupe qu'il a présidé[30]. Ce cahier est encore loin de l'approche sans discrimination raciale de la déclaration des droits de l'homme.
- La Fayette, membre depuis 1788 de la Société des amis des Noirs fait enrôler de nombreux « gens de couleur libres » dans la Garde nationale à la tête de laquelle l'Assemblée nationale l'a nommé le 15 juillet 1789.
- Dans la partie orientale de l'île, espagnole, les esclaves ne sont alors que 15 000, pour 25 000 Blancs et 65 000 métis[31]

### 1790
La contestation de la Révolution française par les planteurs passe du terrain des idées à celui de l'opposition politique puis militaire.
- le 27 février, les colons procèdent à l'élection d'une "Assemblée coloniale de Saint-Domingue"  composée exclusivement de Blancs.
- En mars, un décret de l’Assemblée nationale constituante proclame l’égalité des "mulâtres libres" (ou ”gens de couleur libres") avec les Blancs. L'Assemblée coloniale s’oppose à sa diffusion et à son application et revendique l’autonomie de l'île.
- le 28 mars, un autre décret ouvre la candidature à la représentation à tout propriétaire de plus de 25 ans, sans discrimination de couleur. À nouveau, l’Assemblée coloniale s’oppose à sa diffusion et à son application et revendique l’autonomie de l'île.
- le 14 avril, à Saint-Marc, se réunit une "Assemblée générale de la partie française de Saint-Domingue" créée par l'Assemblée nationale et le roi. Elle est censée remplacer l’Assemblée coloniale autoproclamée.
- le 9 novembre arrivée du maréchal de camp de Blanchelande nouveau gouverneur remplaçant de Peynier
- le 12 octobre l'Assemblée de Saint-Marc est dissoute.
- le 23 octobre, le "libre de couleur" Vincent Ogé débarque au Nord de l'île, à Cap-Français d’un navire américain, avec des munitions de guerre et il équipe 250 à 300 hommes pour exiger l’application du décret d'égalité. Son arrivée de Paris a été dénoncée aux colons par le Club de l'hôtel de Massiac.
- le 29 octobre, Vincent Ogé, Jean-Baptiste Chavannes et leurs troupes battent celles du gouverneur avec 500 hommes, puis sont battus par le colonel de Cambefort avec 1 500 hommes. Ils se réfugient dans la partie espagnole de l'île, mais sont finalement livrés par ses autorités au (nouveau) gouverneur français.

### 1791

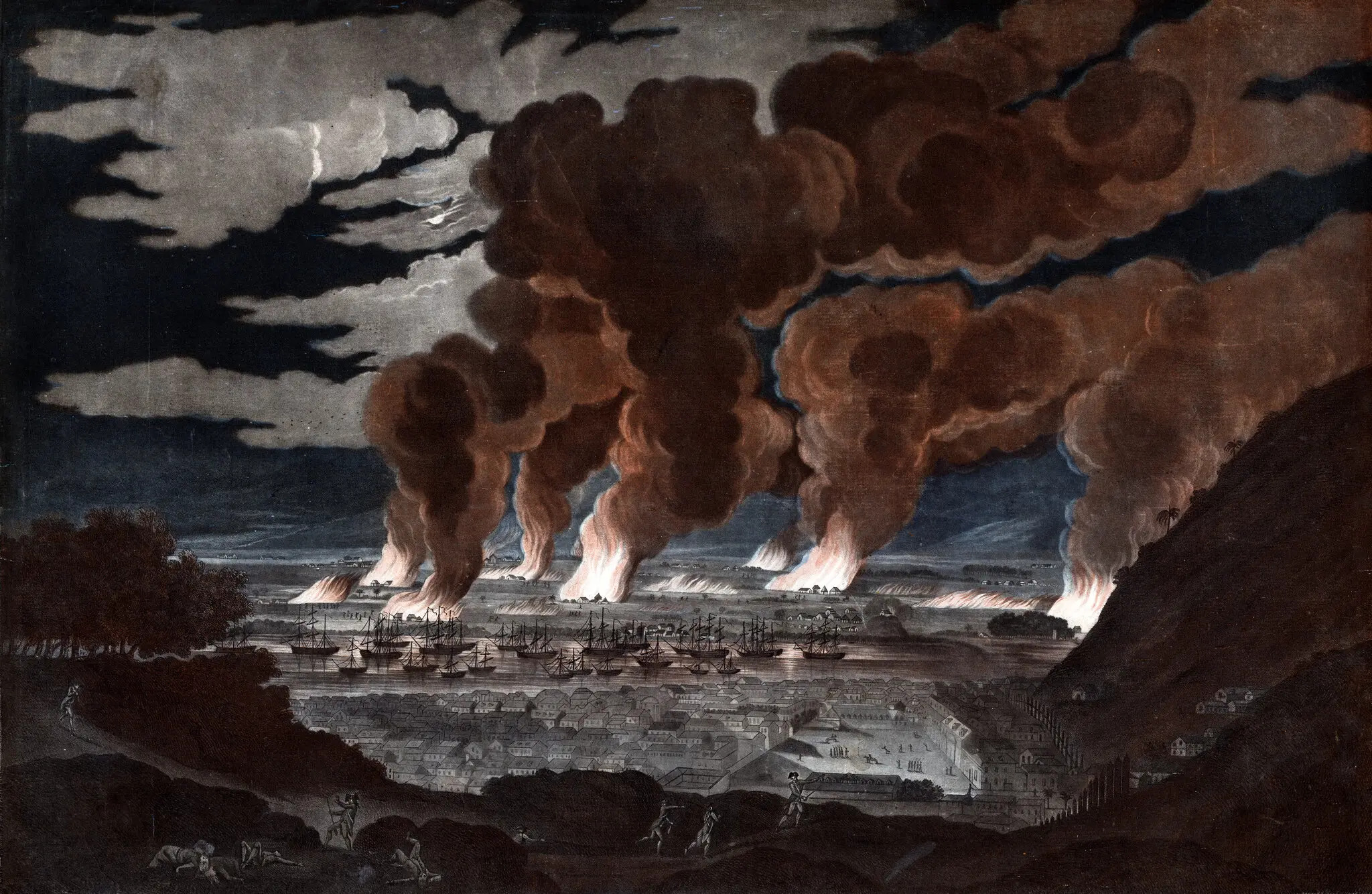
Vue des habitations de Cap-Français, incendiées par les esclaves révoltés en août 1791.

Les colons font reculer militairement les troupes de la Révolution française, ce qui déclenche un soulèvement général des esclaves.
- le 25 février, les chefs "mulâtres libres" Ogé et Chavannes subissent le supplice de la roue jusqu’à ce que mort s’ensuive. L'affaire fait grand bruit et amène l'Assemblée nationale constituante à réexaminer la situation en mai.
- Le "mulâtre libre" André Rigaud soulève les "gens de couleur libres" et les esclaves du Sud de l'île en réaction.
- En avril, les colons de Jérémie, au Sud-Ouest de l'île, se rassemblent en une Fédération de Grand'Anse. Ils mettent à prix les têtes d'insurgés "de couleur". Ces colons sont dirigés par La Chaise, les insurgés "de couleur" par Noël Bras.

- le 15 mai, par décret de l’Assemblée nationale constituante, l’égalité est accordée aux "mulâtres libres" de deuxième génération, mais l'esclavage n'est pas remis en cause.
- En juillet et août, fronde des colons esclavagistes contre les autorités de la république
- le 14 août, une réunion nocturne appelée aujourd'hui la Cérémonie de Bois-Caïman prépare un soulèvement d'esclaves au Nord de l'île.
- les 21 août et 22 août, soulèvement des esclaves du Nord de Saint-Domingue. Environ 1 000 Blancs sont tués.
- le 24 septembre, l’Assemblée nationale constituante, une semaine avant la fin de son mandat, révoque le décret du 15 mai et remet le sort des esclaves à la future Assemblée coloniale. L'insurrection des esclaves se rallume.
- le 23 octobre, "concordat de la Croix-des-Bouquets" entre "gens de couleur libres" insurgés et colons esclavagistes. Il est convenu d'appliquer le décret du 15 mai d'égalité des "gens de couleur libre" et de prononcer l’infamie contre les juges d’Ogé et de Chavannes.
- En novembre, Toussaint Louverture jusque là médecin des insurgés "de couleur" devient conseiller d'un de leurs chefs Georges Biassou (un autre de leurs chefs étant Jean-François).

### 1792
Le chaos s'installe, profitant au voisin espagnol.
- En janvier, Paris apprend les révoltes de Saint-Domingue. La spéculation sur le sucre commence. Les prix flambent, et des émeutes populaires éclatent contre la cherté du sucre.
- le 22 mars Bataille de la Croix-des-Bouquets victoire des insurgés "de couleur" contre les colons insurgés.
- le 28 mars, l'Assemblée législative vote l'accession à la citoyenneté  de tous les "gens de couleur libre".
- le 4 avril, un décret portant sur l'application de la loi du 28 mars 1792 est promulgué par le roi Louis XVI, sur demande des ministres brissotins Clavière et La Platière. Cette loi devient ainsi la "loi du 4 avril 1792".
- En mai, les Espagnols franchissent la frontière et envahissent la colonie française avec l’appui de "gens de couleur" insurgés dont Louverture et Biassou.
- le 17 septembre arrivée sur l'île des trois commissaires civils pour les Antilles françaises Jean-Antoine Ailhaud, Polverel et Sonthonax nommés le 29 avril précédent.
- le 7 octobre Bataille du Morne Pelé. Victoire des troupes de la république sur les colons insurgés
- le 21 octobre  le maréchal de camp Rochambeau, qui a été empêché de débarquer en Martinique pour y prendre son poste de nouveau gouverneur par l'Assemblée coloniale locale et s'est rabattu sur Saint-Domingue, y est nommé gouverneur par les commissaires Polverel et Sonthonax en remplacement de De Blanchelande, gouverneur depuis septembre 1790.
- le 16 novembre, Ferrand de Baudières, officier des grenadiers volontaires de Saint-Domingue et juge de la Sénéchaussée et Amirauté du Petit-Goâve a la tête tranchée par des colons esclavagistes pour avoir rédigé une pétition à l'Assemblée provinciale de l'Ouest en faveur des droits civils et politiques des "gens de couleur libres", dont nombre de ses compagnons d'armes à Savannah (Géorgie) faisaient partie.

### 1793
La guerre civile s'intensifie. Les troupes de la république remportent des succès militaires, mais les colons obtiennent le soutien des Anglais, à qui ils promettent de livrer la colonie en échange du maintien de l'esclavage.
- les insurgés "de couleur" Louverture, Jean-François et Biassou passent dans la partie espagnole de l'île. Ses autorités leur promettent la liberté en échange de leur aide contre les Français. Louverture devient  "général d'armée du Roi d'Espagne”.
- le 25 janvier, des colons insurgés dirigés par de Borel, député de l'Assemblée coloniale, soulevés contre les commissaires civils Polverel et Sonthonax s'emparent de Port-au-Prince avec l'aide de leurs esclaves  [sic] et de soldats du Régiment d'Artois.
- Ils envoient Pierre-Victor Malouet, autre député de l'Assemblée coloniale, à Londres pour proposer au gouvernement britannique de lui livrer l'île sous condition qu'il y maintienne l'esclavage.
- le 1er février, le maréchal de camp Galbaud-Dufort est nommé gouverneur général de Saint-Domingue en remplacement de Rochambeau
- le 19 février[32],[33], le traité de Whitehall signé à Londres entre les colons esclavagistes de Guadeloupe, Martinique et Saint-Domingue et le gouvernement Anglais donne aux colons les moyens de combattre les troupes de la république et de s'opposer à l'émancipation des "gens de couleur", et aux Anglais la lucrative fiscalité sur les plantations françaises.
- le 14 avril, les troupes de la république des généraux La Salle et Beauvais reprennent Port-au-Prince aux colons insurgés à l'issue du Siège de Port-au-Prince. De Borel s'échappe à la Jamaïque où sont déjà réfugiés nombre d'autres colons.
- le 11 mai, début de la guerre navale aux Caraïbes entre l'alliance hispano-britannique et la France.
- le 20 juin, l'ex-gouverneur Galbaud-Dufort, destitué par les commissaires Polverel et Sonthonax pour hostilité aux gens ”de couleur", débarque au Nord de l'île pour prendre Cap-Français.
- Le 21 juin il est battu par les troupes républicaines après la Bataille du Cap-Français. Il y a 500 morts et un incendie se déclare qui ravage la ville, qui est alors, selon certains, la plus belle ville des Antilles du moment.
- le 29 août dans la partie nord les commissaires civils Sonthonax et Polverel proclament le Décret d'abolition de l'esclavage qui donne l'égalité et la liberté générale aux esclaves.
- Des « Légions de l'Égalité » sont alors formées dans la colonie. Celle du nord est commandée par le lieutenant-colonel Jean-Louis Villatte, celle du sud par le colonel André Rigaud, l'un et l'autre "gens de couleur libres"
- le 3 septembre, Pierre Venant de Charmilly qui représente les colons insurgés de Saint-Domingue signe avec Sir Adam Williamson, gouverneur général de la Jamaïque, représentant la Grande-Bretagne, le « traité de la Jamaïque » ou « capitulation de la grande Anse ». Les Britanniques s'engagent au maintien de l'esclavage en échange de la soumission de la colonie.
- le 22 septembre, 500 soldats britanniques sont accueillis par les colons insurgés au Sud-Ouest de l'île, à Jérémie et à Môle-Saint-Nicolas. Ceux-ci leur livrent dans la foulée Saint-Marc, Arcahaie, Grand-Goâve, Tiburon et Léogâne.
- le 14 octobre le général Lavaux est nommé gouverneur par intérim

### 1794
Après l'abolition de l'esclavage en février, les troupes de la République Française doivent maintenant combattre tous les planteurs, alliés aux Espagnols et aux Anglais.

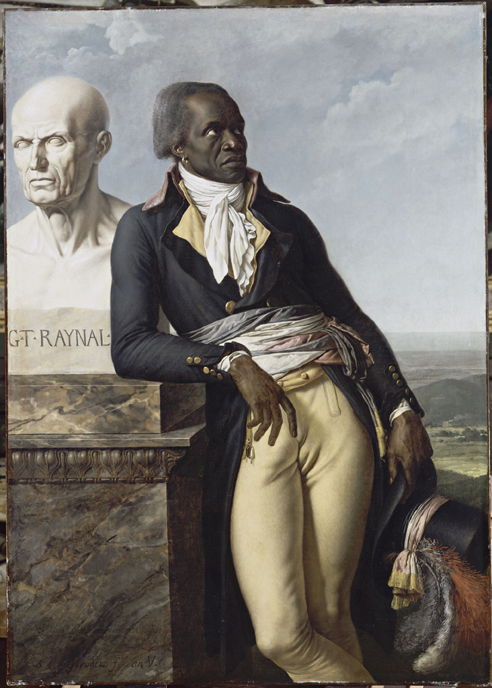
Jean-Baptiste Belley député à la convention (par Anne-Louis Girodet de Roussy-Trioson)

- Le gouverneur général Lavaux dirige une attaque générale contre les Espagnols. Danty attaque à La Chapelle, Villatte attaque à Port-Margot, Louverture à Petite-Rivière-de-l'Artibonite. Labatut, commandant de l'Île de la Tortue, envoie des vivres à Port-de-Paix, au nord-ouest de l'île.
- Lavaux accuse Villatte d’une politique raciale en faveur des "mulâtres" et promeut les troupes de Louverture qu'il fait venir près de Cap-Français.
- le 2 février, l'escadre britannique du commodore J. Ford se présente devant Port-au-Prince. Face à la résistance elle ne peut débarquer.
- le 3 février les trois députés de Saint-Domingue, élus depuis 1793, arrivent à la Convention : le mulâtre Jean-Baptiste Mills, le Blanc Louis-Pierre Dufay et le Noir Jean-Baptiste Belley. Leur arrivée est acclamée et le président de l’assemblée leur donne l’accolade fraternelle.
- le 4 février, le décret d'abolition de l'esclavage est voté à l’unanimité par la Convention, qui confirme aussi la validité de la déclaration des droits de l'homme de 1789 dans les colonies.
- le 18 mai, Louverture rallie ses troupes aux troupes révolutionnaires françaises et se place sous l'autorité du gouverneur général Lavaux. Il devient chef militaire aux côtés des officiers "de couleur" Besse, Martial, Pétion, Rigaud et Villatte. Une armée de 40 000 hommes est levée.
- le 30 mai, une nouvelle escadre britannique de six frégates, douze bâtiments de transports et de nombreuses goélettes est devant Port-au-Prince et y débarque
- le 25 juin, Louverture élimine les garnisons espagnoles de Petite-Rivière-De-L'Artibonite, Dondon, Gros-Morne et des Gonaïves avec 5 000 hommes et se rend à Port-de-Paix où se trouve Lavaux.
- Louverture bat ensuite les Espagnols à Camp-Perrin et Limbé, et reprend Dondon qu'il avait perdu. De nombreux "gens de couleur libres" et d'anciens esclaves enrôlés par l’Espagne rallient la France.
- le 6 juillet, le chef "de couleur" Jean François négocie son soutien à l’Espagne en échange du pillage de Fort-Dauphin pendant lequel il s'engage à protéger les colons. Ses troupes en massacrent finalement un millier.
- Fin de l'année : les officiers "de couleur" Beauvais, Pétion et Rigaud reprennent Léogâne et Tiburon, et assiègent les Britanniques à Grand'Anse.
- Villatte défend Cap-Français dont les Britanniques bloquent le port et que les Espagnols assiègent.
- Jean François et les Espagnols, battus, se retirent de  Fort-Dauphin.
- Louverture et 4 500 hommes prennent aux Espagnols Saint-Michel-de-l'Attalaye et Saint-Raphaël.

## Toussaint Louverture et les généraux mulâtres (1795-1825)

### 1795
- le 1er janvier 1795, Louverture enlève Camp Flamin, Camp Roque et Saint-Marc aux Espagnols.
- en Janvier 1795, il bat le général britannique Brisbane aux environs de Petite-Rivière.
- le 4 janvier 1795, il est battu par Jean François au Fort Charles-Sec.
- Rochambeau est envoyé à Saint-Domingue par le Directoire, accompagné par le commissaire Philippe Roume.
- mi-mars 1795, Beauvais, Pétion et Rigaud battent le lieutenant-colonel britannique Markham près de Port-Républicain (nom révolutionnaire de Port-aux-princes).
- le 25 mars 1795, Lavaux décerne un brevet de colonel à Louverture.
- mai 1795, le général britannique Williamson remplace Horneck. Il mène 2500 hommes à Port-Républicain. Il renforce les Légions coloniales insurgées avec des esclaves rachetés.
- mi 1795, Louverture, sur ordre de Lavaux, forme plusieurs régiments avec des officiers noirs.
- le 22 juillet 1795, le Traité de Bâle cède la partie espagnole de l'île à la France. La France laisse néanmoins aux Espagnols le rôle d'administrateurs. C'est la fin de la guerre avec les Espagnols.
- le 23 juillet 1795, par décret de la Convention, Louverture est promu au grade de général de brigade. Il est le premier général noir de l'Armée française. Les grades de général des mulâtres Beauvais, Rigaud et Villatte et les autres grades accordés par le général Lavaux sont maintenus.
- en Août 1795, la fièvre jaune fait des ravages dans les troupes britanniques d'origine européenne à Port-Républicain. Leurs offensives en sont empêchées.
- Fin 1795, le major général Forbes remplace Williamson. Il fixe les positions britanniques en améliorant les fortifications.
- le 20 décembre 1795, Louverture se plaint dans une lettre à Lavaux d'une connivence entre les administrateurs espagnols de la partie Est de l'île et les Britanniques.
- le 22 décembre 1795, une escadre britannique attaque Léogâne mais échoue.

### 1796
- 8 février 1796, sur demande de Beauvais et Rigaud, Lavaux convoque par ordonnance des « assemblées primaires » à Léogâne (A l’Ouest) et aux Cayes (Au Sud). Sur intervention de Louverture qui demande que le siège de l'assemblée de l’Ouest soit aux Gonaïves, Lavaux annule la désignation de Léogâne, ce qui provoque un début d’insurrection de Fontaine, Pinchinat, Sala et Villatte.
- le 21 février 1796, les Britanniques attaquent Fort Dauphin avec l'aide du noir Titus. Ils sont battus par Villatte.
- le 28 février 1796, Lavaux suspend la convocation des assemblées primaires.
- le 20 mars 1796, Rigaud accuse Lavaux de favoriser les Noirs et celui-ci est arrêté à Cap-Français par Villatte. Louverture se présente avec 10 000 hommes pour libérer Lavaux et le sauve.
- le 31 mars 1796, Lavaux nomme Louverture lieutenant-gouverneur de Saint-Domingue. Celui-ci devient ainsi son adjoint direct.
- en mai 1796, retour de France du général Desfourneaux.
- le 11 mai 1796, dans la ville de Santo Domingo, Roume, commissaire civil de la République, demande aux généraux noirs et mulâtres de se réconcilier.
- le 12 mai 1796 arrive une escadre de la République avec les commissaires civils désignés par le Directoire Giraud, Leblanc, Julien Raimond et Sonthonax et les généraux Martial Besse, Antoine Chanlatte, Kerversau, Rochambeau et l’adjudant-général Étienne Mentor, noir de la Martinique. Leur mission est notamment de mettre fin au « préjugé de couleur ».
- le 18 mai 1796, les commissaires décident d’arrêter Villatte et de l'envoyer en France.
- mi 1796, Louverture équipe 16 000 hommes avec des armes arrivées de France.
- Fin 1796, ouverture d’écoles gratuites à Cap-Français par le commissaire Raimond.
- le 14 juin 1796, le brigadier général britannique Howe attaque avec 7 000 hommes de troupe de renfort et prend Bombarde.
- le 21 juillet 1796, les commissaires civils font arrêter le général Rochambeau qui refuse d’occuper la ville de Santo-Domingo et d’y étendre les lois de la République, et qui en outre se plaint des positions des Noirs et des hommes de couleur. Il est renvoyé en France.
- le 7 août 1796, défaite de Rigaud devant les Britanniques à Fort Irois.
- en septembre 1796, incidents des Cayes impliquant le frère de Rigaud et Pinchinat à la suite de la tenue d’une assemblée primaire. Il s’ensuit un rapport défavorable sur le général Rigaud envoyé au directoire par Sonthonax.

### 1797
- Février : sur rapport du représentant de Saint-Domingue Dufay, le Conseil des Cinq-Cents subdivise la colonie en cinq départements :
  - Sud (Chef-lieu : Les Cayes),
  - Ouest (Chef-lieu : Port Républicain),
  - Nord (Chef-lieu : Cap-Français),
  - Samaná (Chef-lieu : San Yago),
  - Inganne (Chef-lieu : Santo-Domingo).
- Mars : arrivée du général britannique John Graves Simcoe à Port-Républicain. Il est chargé non plus de conquérir Saint-Domingue, mais de favoriser la revendication d'autonomie pour détacher Saint-Domingue de la France.
- Avril : assauts infructueux de Rigaud sur le Fort Irois tenu par les Britanniques. 
Louverture prend Mirebalais et Grands-Bois aux Britanniques sans combats. Ceux-ci se replient pour protéger l'Ouest.
- le 3 mai, Louverture est promu général de division par Sonthonax et confirmé dans les fonctions de général en chef de la colonie, ce qui fait de lui le deuxième personnage de la colonie de Saint-Domingue.
- Juin : les Britanniques reprennent Mirebalais, se fortifient à Saint-Marc et occupent Les Verettes.
- Juillet, Louverture reprend Les Verettes avec 10 000 hommes et détruit la légion du colonel Dessources, royaliste rallié aux Britanniques, qui se replie sur Saint-Marc. Il reprend aussi Mirebalais.
- Le colonel Henri Christophe attaque et détruit les anciennes troupes pro-espagnoles de Jean François, toujours en révolte contre la République. Surnommées « les Vendéens de Saint-Domingue », elles sont soutenues par les Britanniques et installées à Valière.
- Août, le lieutenant-général Dessalines et Belair sous le commandement de Lapointe sont battus par les 8 000 hommes de la légion d'York au Fort du Boucassin. Ceci empêche Louverture de prendre le contrôle des Arcahaies.
- Le général britannique Whyte remplace Simcoë. Les Britanniques occupent encore la grande Anse, le Môle, l'Arcahaie, Saint-Marc et Port-Républicain.
- le 17 août, la promotion de Louverture au grade de général de division est ratifiée par le Directoire qui y ajoute le don d'un sabre et d'une paire de pistolets de la manufacture de Versailles.
- le 3 septembre, départ de Sonthonax, forcé par Louverture.
- le 5 septembre, le général Pétion conquiert Grenier, Fourmi et Gros-Morne.
- le 14 septembre, François Pétiniaud est élu député au Conseil des Cinq-Cents. Il y représente la colonie française de Saint-Domingue[34].
- le 22 septembre, le lieutenant-colonel Doyon, envoyé par Rigaud, attaque et enlève le Camp Thomas, au-dessus de Port-Républicain.

### 1798
- Janvier, Dessalines échoue à se rendre maître de l’Arcahaie. Il perd 800 hommes dans les combats. Il est mis aux arrêts par Louverture pour n’avoir pas soutenu l’action des trois demi-brigades de Christophe Mornay avec lequel il avait une inimitié
- le 27 mars, le Directoire envoie un représentant sur l’île : le général Hédouville
- Le général Toussaint Louverture recevant le général britannique Thomas Maitland le 30 mars 1798.

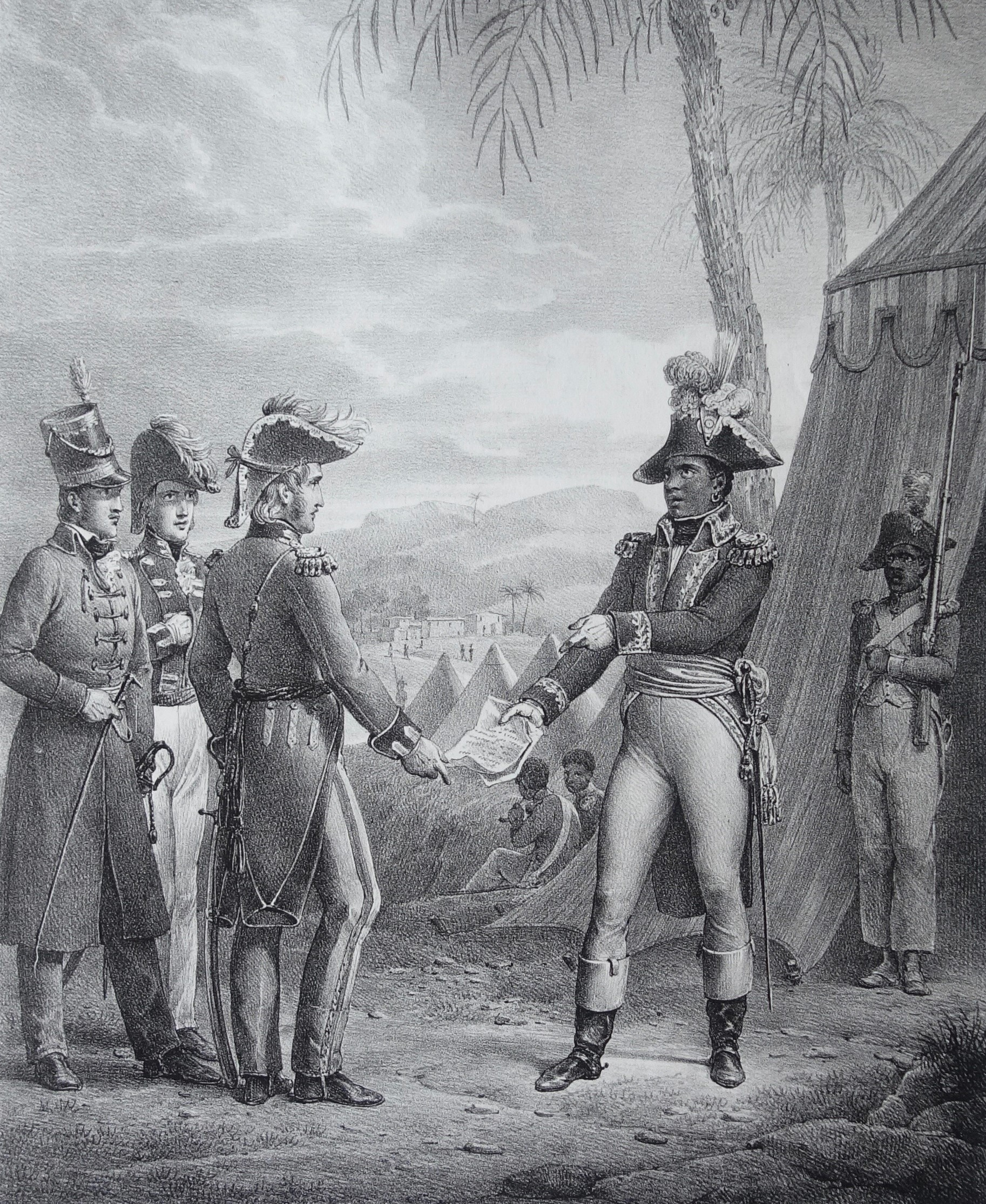
Le général Toussaint Louverture recevant le général britannique Thomas Maitland le 30 mars 1798.

- 30 mars : armistice du 30 mars 1798, qui permet à  Louverture de régler les détails de la retraite de Saint-Domingue de l'armée anglaise[35]
- Avril, le brigadier général britannique Thomas Maitland  remplace Simcoë et Nesbit qui lui avait succédé brièvement.
- le 21 avril, Hédouville débarque dans la ville de Santo-Domingo.
- le 22 avril, Maitland fait part aux royalistes français de la décision britannique d’abandonner la colonie et d’organiser l’évacuation de ceux qui souhaitent la quitter.
- le 23 avril, Maitland fait part de sa décision à Louverture et demande des négociations sur la manière de lui remettre Port-Républicain en assurant la sauvegarde des royalistes qui y restent.
- En avril, Hédouville rencontre Louverture au Cap-Français et lui propose de rentrer en France, ce que refuse Louverture
- le 28 avril, Louverture envoie l’adjudant général Huin commencer les négociations avec Maitland qui ne souhaite pas rendre les places fortes au général Rigaud qu’il sait très républicain et qui a été son ennemi constant pendant toute l'occupation anglaise de l'île.
- le 8 mai, les Britanniques et de nombreux royalistes quittent Port-Républicain.
- le 9 mai, le général Laplume, à la tête de la Légion de l’Ouest commandée par Pétion prend possession de Port-Républicain. Louverture donne le commandement de la ville à Christophe de Mornay et demande à la Légion de l’Ouest de s’installer à Léogâne. Les royalistes manifestent leur reconnaissance à Louverture qui annonce sa venue dans Port-Républicain pour assurer leur sécurité.
- le 16 mai : entrée triomphale de Louverture et de son armée d'ex-esclaves dans Port-Républicain[36].
- Mai, Hédouville profite de la présence de Louverture à Port-Républicain pour envoyer un ultimatum aux Britanniques de quitter Môle-Saint-Nicolas avec tous les colons royalistes.
- mi-1798, le secrétaire d'État américain Timothy Pickering confirme que les États-Unis accepteraient la reprise de relations commerciales en cas de victoire de Louverture, scénario devenu alors très probable.
- le 22 août, André Rigaud récupère la ville de Jérémie.
- Milieu de l'année également : Louverture se rend à Môle-Saint-Nicolas, convainc Maitland de dénoncer le traité avec Hédouville et négocie un traité similaire à celui de Port-Républicain, mais plus favorable aux colons royalistes. Louverture est alors accusé d'une entente secrète avec les Anglais concernant une future indépendance de l'île pour affaiblir la position de la France dans l'arc Caraïbe. Le commissaire civil Roume demande à Louverture d’arrêter Maitland, mais Louverture refuse.
- le 30 août, le Conseil des Cinq-Cents annule les élections des assemblées de Saint-Domingue pour s’être tenues « avant la connaissance dans cette colonie de l’acceptation faite par le peuple de l’acte constitutionnel ».
- Fin de l'année : Louverture propose à Rigaud de s’associer contre Hédouville, mais Rigaud refuse et Hédouville le nomme commandant en chef du département du sud. Hédouville veut désarmer plusieurs régiments, suscitant la révolte.
- le 16 octobre, les Noirs pensent que Hédouville en veut à leur projet d'indépendance et se soulèvent à Cap-Français et dans toute la plaine du Nord.
- le 22 octobre, Hédouville fuit par bateau avec 1 500 colons. En partant il accuse Louverture de s’être entendu avec le gouvernements britannique et celui des États-Unis d'Amérique pour rendre indépendante la colonie.
- novembre 1798 : Louverture envoie Joseph Bunuel rencontrer les principaux marchands de Philadelphie[37] pour négocier la reprise des affaires.
- décembre 1798 : l'État américain se donne les moyens de reconstruire une marine de guerre pour pouvoir écarter de Saint-Domingue les Français installés à Cuba, parmi lesquels Pierre et Jean Lafitte, qui alimenteront la piraterie des années 1800 dans la Caraïbe
- Fin de l'année, le commissaire civil Roume soutient Louverture contre Hédouville.
- Décembre, le général britannique Maitland revient à Saint-Domingue en simple particulier, accompagné d’Américains, pour rencontrer Louverture.
 Louverture signe un traité de commerce avec les Américains.

### 1799: la convention commerciale avec l'Angleterre et les États-Unis
- Janvier : Rigaud refuse de reconnaitre l’autorité de Louverture, en invoquant les déclarations de trahison par Hédouville.
- le 24 janvier, le commissaire Roume organise une conciliation avec l’aide de Beauvais.
- Février : révolte de la ville de Corail près de celle de Jérémie fomentée par des colons royalistes. Rigaud la réduit, fait déporter un grand nombre de royalistes et séquestre les propriétés des émigrés.
- Mars : Rigaud refuse d’appliquer l’ordre de Louverture de faire assister les troupes à la messe. Il accuse Louverture de bafouer la liberté de croire ou pas et de choisir sa religion.
- Avril : Louverture reproche à Rigaud son insubordination et le soupçonne d'être manipulé par des colons exilés.
- Avril : le docteur Edward Stevens, proche de Louverture, est nommé officiellement consul général des États-Unis dans l'île.
- le 13 juin 1799 : convention commerciale tripartite de 1799 signée à Saint-Domingue avec l'Angleterre et les États-Unis. Elle est composée de huit articles et deux annexes qui changent la donne économique mondiale concernant le café, (dont Saint-Domingue produit la moitié de la production mondiale), le coton (dont l'île produit également la moitié de la production mondiale), et le sucre (dont elle produit le tiers de la production mondiale).
- le 18 juin, Rigaud envoie Faubert s’installer à Petit-Goâve qu’il estime faire partie du département du Sud. C'est le début de la "guerre du Sud".
- Juin : Roume dénonce la prise de Petit-Goâve et soutient Louverture.

Louverture combat Jean Pierre Boyer, Pétion et Rigaud à l’occasion d’un litige frontalier pour conquérir le Sud.
- Juin : Dessalines entre avec ses troupes à Port-Républicain pour le compte de Louverture. Dessalines est alors à Léogâne où 20 000 hommes sont rassemblés.
- Octobre : Roume confirme le général Dessalines au commandement en chef de l’armée de l’Ouest et le général Moyse à celui de l’armée du Nord.
- Avec des troupes très supérieures en nombre Louverture gagne la "guerre du Sud". Il repousse Rigaud aux Cayes et négocie son départ vers la métropole.
- Fin de l'année, Jean Pierre Boyer, Pétion et Rigaud partent pour la métropole. Ils ne reviendront qu'avec l'expédition de Saint-Domingue le 29 janvier 1802.

## Saint-Domingue sous l'autorité de Toussaint Louverture (1800-1803)
Bonaparte confirme Louverture dans sa fonction de général en chef de la colonie. Mais Louverture développe une politique autonome en collaboration avec les planteurs. Il tente notamment de reprendre le contrôle de l'est de l'Île à l'administration espagnole. Ces tentatives s'opposent frontalement à la politique de Bonaparte qui ne souhaite pas un nouveau conflit avec l'Espagne. Louverture participe aussi à la rédaction d'une constitution locale qui le reconnaît comme gouverneur à vie et garantit la transmissibilité de la fonction. Bonaparte ressent un sentiment de trahison de sa confiance. Cette situation est exploitée par le groupe de pression des planteurs coloniaux hostiles à la fin de la discrimination raciale.
Louverture s'affirme comme le chef d'une entité qui vise l'autonomie, si ce n'est l'indépendance. Il prône une politique d'union raciale dans la colonie. En particulier il accepte une forme de conversion de l'esclavage en travail forcé pour se concilier les planteurs libéraux. Et il s'oppose aux représentants locaux du le Consulat.

### 1800: tentative de reprise du contrôle de l'Est de l'Île
- le 27 avril, arrêté de Roume sommant les Espagnols de rendre l'administration de la partie Est de l'île à l'agence du gouvernement national français à Saint-Domingue.
- Juin, Bonaparte confirme Louverture dans sa fonction de général en chef de la colonie.
- le  1er août, prise des Cayes par les troupes de Louverture, ce qui marque la fin de la guerre du Sud.
- le 12 octobre, publication par Louverture d'un "Règlement sur les cultures" qui est une réintroduction du travail forcé des Noirs sur les "habitations" afin d'assurer le redémarrage de l'économie de la colonie.
- le 26 novembre, Louverture demande par lettre au général de brigade Moyse l'arrestation de Roume, qui vient de révoquer son arrêté du 27 avril, et l'expulsion de celui-ci vers la France.
- le 9 décembre, Louverture demande par lettre au gouverneur espagnol Don Joachim Garcia de lui remettre l'administration de la partie Est de l'île.
- Décembre, Kerversau et Chanlatte, délégués de l’agence du gouvernement national français à Saint-Domingue, essayent d’empêcher les projets de Louverture sur l'ex-partie espagnole.

### 1801: adoption d'une constitution de Saint-Domingue
- le 4 janvier, le général Moyse, agissant pour Louverture, occupe la partie est de l'île (San Juan de Maguana – Cul de sac).
- le 27 janvier, Louverture entre dans la ville de Saint-Domingue à la tête de ses troupes. Le même jour, le général Antoine Chanlatte lui remet le contre-ordre d’intervention de l’agence du gouvernement national français à Saint-Domingue.
- le 22 février, le gouverneur espagnol Don Joachim Garcia est contraint au départ.
- le 9 mai, l’Assemblée centrale de Saint-Domingue adopte une Constitution de la colonie de Saint-Domingue proposée par Louverture. La colonie devient autonome mais reste française. Louverture est nommé gouverneur à vie et peut désigner son successeur. Il est confirmé que l'esclavage est aboli, mais la traite des Noirs est maintenue.
- le 14 mai, Louverture prend un arrêté protégeant les propriétés des émigrés et les revenus de celles-ci.
- le 6 juillet, Louverture divise Saint-Domingue en six départements.
- le 12 juillet, la Constitution de la colonie est signée et promulguée par Louverture.
- le 16 juillet, Louverture transmet la nouvelle constitution à Napoléon Bonaparte.
- le 7 octobre : lettre de |Bonaparte au Ministre de la guerre Berthier détaillant l’organisation des troupes coloniales pour l’expédition de Saint-Domingue et celle de Guadeloupe.
- Octobre, révolte de Noirs dans les campagnes contre Louverture et le travail forcé.
- le 29 octobre, arrêté de Bonaparte annulant la prise de contrôle de la partie espagnole et nommant Leclerc capitaine général de la partie anciennement espagnole.
- le 8 novembre, lettre de Bonaparte aux habitants de Saint-Domingue, leur garantissant la liberté et le maintien de l'abolition de l'esclavage : « Quelles que soient votre origine et votre couleur, vous êtes Français, vous êtes tous égaux devant Dieu et devant la République… »
- le 19 novembre, Bonaparte confie la flotte pour l'expédition de Saint-Domingue à l'amiral Villaret-Joyeuse.
- le 25 novembre, Louverture fait exécuter le général de division Moyse, qui serait son neveu par adoption, à la suite d'un soulèvement qui a fait 200 morts Blancs dans le nord.

### 1802: l'expédition française de Saint-Domingue
Trois ans après son arrivée au pouvoir par un coup d'État, le jeune consul Napoléon Bonaparte lève un corps expéditionnaire de 35 000 hommes pour restaurer l'autorité de l'État à Saint-Domingue. Cette opération doit en principe être suivie d'une expédition en Louisiane, devenue colonie espagnole.
- le 29 janvier, arrivée à Saint-Domingue de l'expédition de Saint-Domingue, avec Rigaud, Pétion et Boyer. Elle est commandée par Leclerc assisté Rochambeau.
- Janvier, le général Laplume se soumet, il n'y a pas de combats dans le sud de l'île.
- 5 février, l'amiral Villaret de Joyeuse attaque le Cap-Français qui ne veut pas se rendre à son autorité. Massacres inter-raciaux.
- 6 février, Rochambeau s’empare de Fort-Liberté (Fort Dauphin).
- Bataille de la Ravine-à-Couleuvres le 23 février 1802.

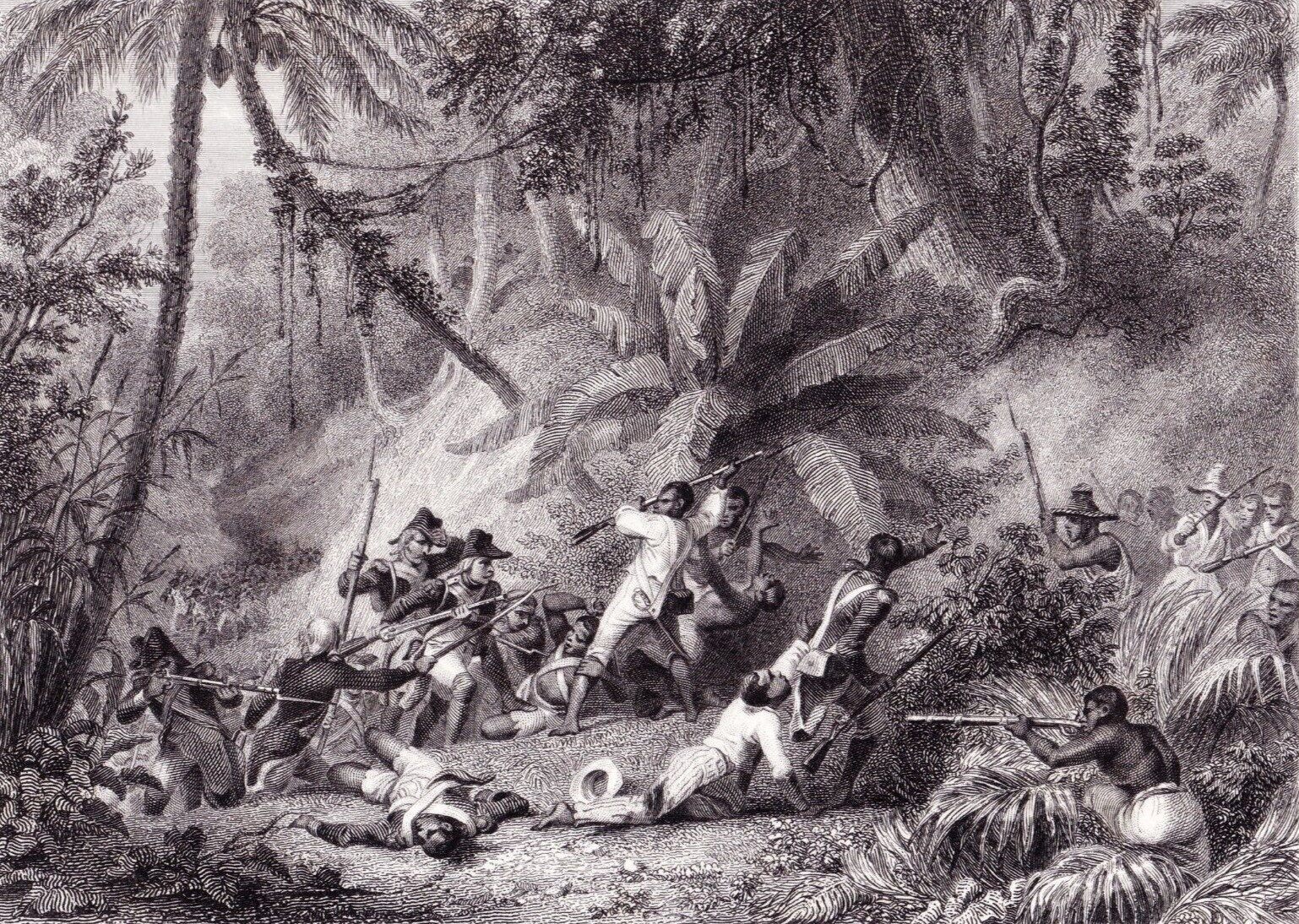
Bataille de la Ravine-à-Couleuvres le 23 février 1802.

- le 21 février, Paul Louverture, frère de Toussaint, qui commande la partie Est de l'île, se soumet, il conserve son grade.
- le 23 février, reprise des Gonaïves. Massacres inter-raciaux.
- Combat et prise de la Crête-à-Pierrot, du 4 au 24 mars 1802.

Combat et prise de la Crête-à-Pierrot, du 4 au 24 mars 1802.

- le 3 mars 1802, la division Boudet enlève Trianon. Mirebalais, trouve 1100 cadavres Blancs à Verrettes.
- Mars, combats du fort de la Crête-à-Pierrot où s'illustre le mulâtre Lamartinière du côté des insurgés. Il rompt le siège.
Les généraux noirs Dessalines et Henri Christophe se soumettent, ils conservent leur grade.
- le 17 mars, Leclerc propose la paix à Louverture, qui, isolé, se sent contraint de l'accepter.
- le 26 mars, signature du traité d’Amiens entre la France et le Royaume-Uni qui notamment restitue la Martinique, où l'esclavage n'a jamais été aboli, à la France.
- le 7 mai, accords de paix avec Louverture comportant un engagement sur le non-rétablissement de l'esclavage.
- le 20 mai, promulgation de la loi du 20 mai 1802 maintenant l'esclavage dans les territoires restitués à la France par la paix d'Amiens, ce qui ne concerne pas Saint-Domingue, ni la Guadeloupe.
- Mai, Bonaparte recommande à Leclerc l'envoi en France de tous les généraux de couleur, avec maintien de grade. Estimant que sur le terrain les généraux noirs lui sont fidèles, Leclerc n'exécute pas cet ordre. Des tentatives de Louverture de rallumer l'insurrection sont éventées.
- le 7 juin, mise aux arrêts du général de division Louverture. Il est exilé en métropole, accompagné de son serviteur, de son épouse et de certains membres de sa famille.
- le 11 juin, Leclerc fait un rapport à Bonaparte, dans lequel il cite un rapport de Dessalines qui fait état des complots de Louverture. Rigaud, Pétion et Boyer soutiennent ce rapport.
- le 14 juin, des instructions secrètes de rétablissement de l'esclavage à Saint-Domingue sont envoyées au général Leclerc par le ministre de la Marine et des colonies Denis Decrès[38].
- le 2 juillet, Arrêté consulaire « portant défense aux Noirs, mulâtres et autres gens de couleur, d'entrer sans autorisation sur le territoire continental de la France ». Cet arrêté est pris dans le contexte immédiat de demande d'envoyer en France les principaux officiers généraux noirs de Saint-Domingue (Louverture, Dessalines, Christophe).
- le 9 juillet, à bord du Héros, le général de division Louverture arrive à Brest accompagné des siens. Il y apprend qu'il est rayé de la liste des officiers généraux de l'Armée française.
- le 16 juillet, Arrêté consulaire rétablissant l'esclavage en Guadeloupe et ses dépendances. Cet arrêté n'apparaît pas dans le Bulletin des lois, mais comme minute manuscrite de la main du Premier Consul Bonaparte. Il fait suite, du point de vue légal, à l'article 4 de la loi du 20 mai 1802 : « Nonobstant toutes les lois antérieures, le régime des colonies est soumis, pendant dix ans, aux règlements qui seront faits par le Premier consul »[39].
- le 17 juillet, le général Richepance rétablit par un arrêté local une forme déguisée du Code noir et de l'esclavage à la Guadeloupe. Notamment il retire la nationalité française aux non-Blancs.
- le 23 juillet, arrêté des consuls ordonnant le transfert de l'ex-général Louverture et son internement au fort de Joux dans le Jura. Sa famille est assignée à résidence à Agen.
- le 24 juillet, Leclerc répond à l'amiral Decrés, ministre de la Marine et des Colonies, lui enjoignant de renoncer à toute idée de rétablir l'esclavage à Saint-Domingue.
- Août, l'épidémie de fièvre jaune qui fut la cause du décès des deux tiers des hommes du corps expéditionnaire fait rage. Leclerc décide du désarmement des hommes de couleur. Exécution de femmes d'officiers de la 7e demi-brigade dont Belair est général ; meurtre de l'officier mulâtre Lamartinière. À la suite de dénonciations calomnieuses Leclerc renvoie Rigaud en métropole.
- le 5 août, le général Belair se révolte. Il est traqué par Dessalines pour le compte de Leclerc.
- le 25 août, Louverture arrive au fort de Joux où il est incarcéré.Le Serment des ancêtres, tableau symbolisant l'alliance en novembre 1802, entre les mulâtres de Pétion et les Noirs de Dessalines[40].

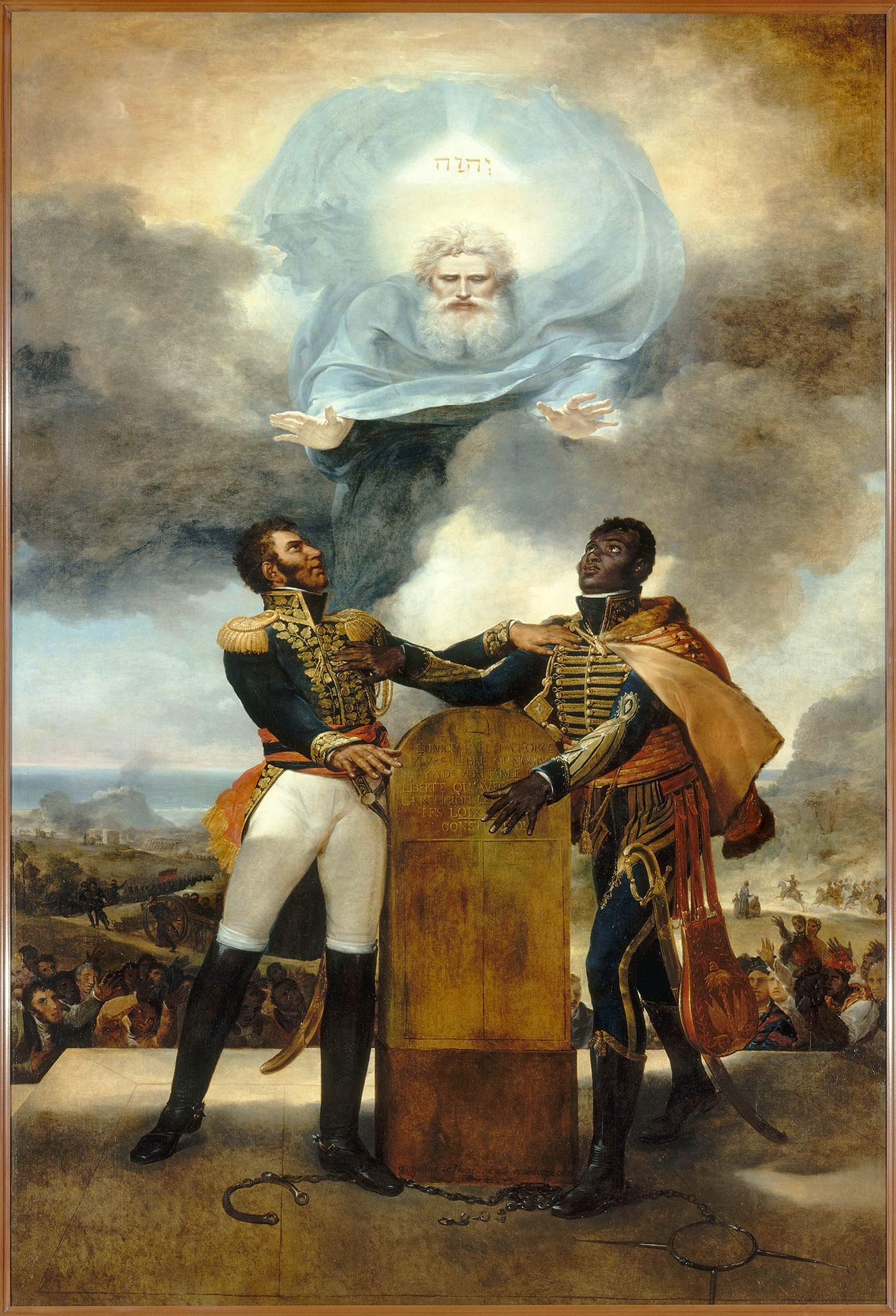
Le Serment des ancêtres, tableau symbolisant l'alliance en novembre 1802, entre les mulâtres de Pétion et les Noirs de Dessalines.

- le 13 septembre, à la suite de Belair, les généraux mulâtres Pétion, Boyer, Clairvaux et autres entrent en insurrection.
- le 4 octobre, Belair, arrêté par Dessalines, est condamné à mort par un tribunal présidé par Clairveaux et composé d'autres officiers noirs. Il est exécuté avec sa femme qui, ne voulant pas se laisser décapiter, est fusillée.
- Octobre, 1 200 Noirs sont noyés sur les ordres de Rochambeau.
- Au terme de la conférence secrète de l'Arcahaie, Dessalines rallie l'insurrection.
- le 2 novembre, Leclerc meurt de maladie à l'île de la Tortue.
- le 15 novembre, Rochambeau succède à Leclerc. Il se fait remarquer par sa brutalité, voire sa cruauté envers le corps expéditionnaire dont l'effectif a fondu. Il fait par exemple torturer le général noir Maurepas et le fait exécuter avec sa famille et ses proches. Cet acte est la cause de la défection de la quasi-totalité des troupes de couleur encore fidèles à la France.

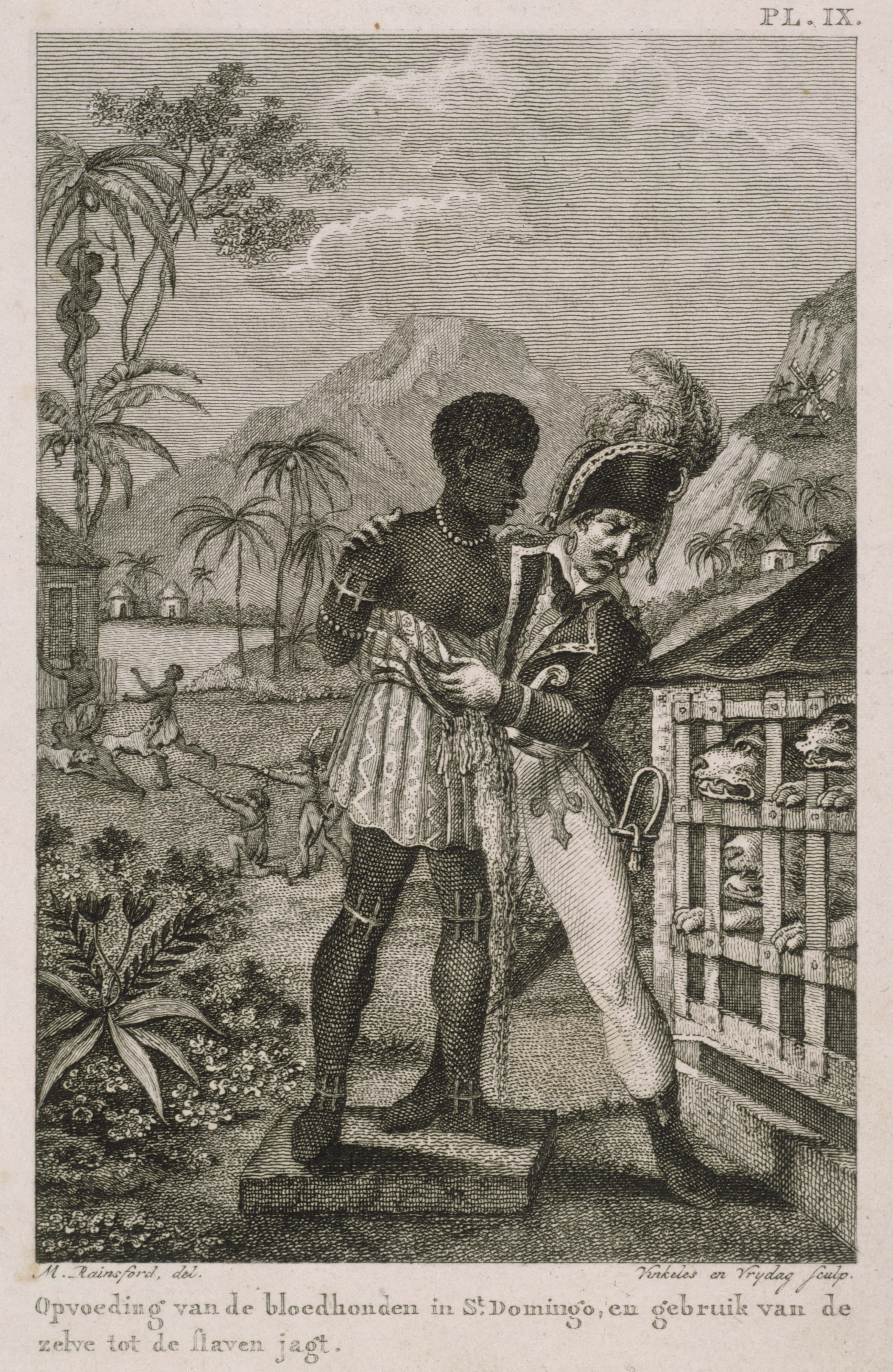
Répression des insurgés par le corps expéditionnaire français[41].
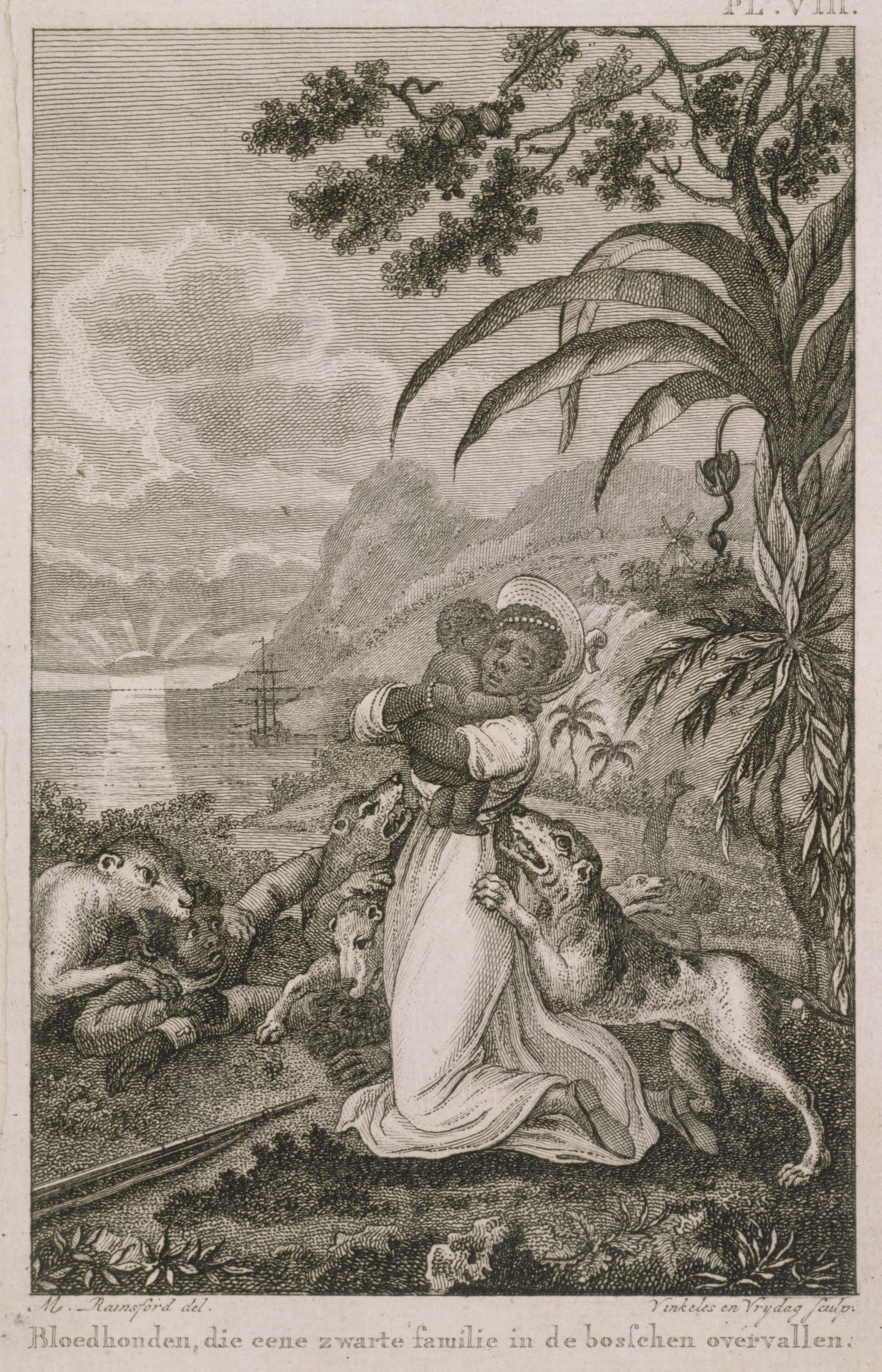
Dogues de Cuba chasseurs d'esclaves, utilisés à la demande de Leclerc contre les insurgés[42],[41].

### 1803: la mort de Toussaint Louverture et l'abandon de la Louisiane
- La Bataille de Saint-Domingue, par Janvier Suchodolski.

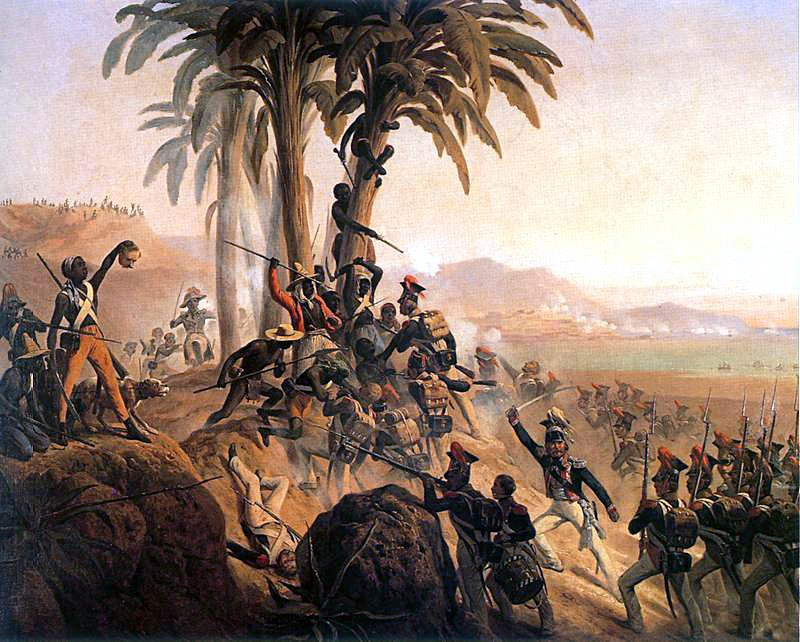
La Bataille de Saint-Domingue, par Janvier Suchodolski.

- Avril, Bonaparte sent sa position s’affaiblir considérablement à Saint-Domingue. Et selon ses mots : « À quoi me sert de conserver la Louisiane si je ne peux garder Saint-Domingue ».
- le 7 avril, Louverture meurt de maladie au fort de Joux, sans que ses demandes adressées au Premier consul aient reçu de réponse.
- le 19 novembre, Dessalines gagne la bataille du fort Vertières aux portes de Cap-Français contre les derniers survivants du corps expéditionnaire. Les dernières troupes françaises submergées capitulent et quittent la colonie, laissant derrière eux les colons blancs qui n'ont pas fui.
- le 20 décembre, vente de la Louisiane aux États-Unis par Napoléon contre 80 millions de francs.

## Gouvernements de Dessalines (1804-1806) puis de Christophe (1807-1820)

### Proclamation d'indépendance et constitution (1804-1805)
- Premier Empire d'Haïti
- 1er janvier 1804, l'indépendance est proclamée par Dessalines aux Gonaïves[43].

La colonie française de Saint-Domingue devient Haïti, république noire et indépendante. Mais cette indépendance n'est reconnue ni par la France, ni par les États-Unis. La quasi-totalité des grandes nations, sauf les États-Unis qui maintiendront leur refus, attendront la reconnaissance par la France.
- Février-avril 1804, informé du projet d'annihilation de la population noire par un contingent français resté dans l'est de l'île, et craignant l'appui des derniers colons présents à cette autre expédition militaire française, Dessalines fait massacrer la quasi-totalité des Blancs restant dans l'ancienne colonie[44]. Entre 3 000 et 5 000 personnes sont tuées. Dessalines qui a promis l'amnistie aux femmes et aux enfants décide finalement de les exécuter, sauf en cas de mariage forcé. Il fait également participer tous les mulâtres aux massacres. Ceux-ci, bien que réticents, obéissent.
- 6 octobre 1804, Dessalines est proclamé empereur sous le nom de Jacques 1er : Haïti devient un empire.
- 20 mai 1805, la première constitution impériale d'Haïti est signée par Dessalines. Celle-ci s'inspire de la constitution française de 1791. La guerre d'indépendance, qui dans le contexte de l'esclavage et de son héritage social et économique a été une quasi guerre raciale, explique la présence de dispositions discriminatoires envers les Blancs :
  - Article 12 « Aucun blanc, quelle que soit sa nation, ne mettra le pied sur ce territoire à titre de maître ou de propriétaire, et ne pourra à l'avenir acquérir aucune propriété. »,
  - Article 13 « L'article précédent ne pourra produire aucun effet tant à l'égard des femmes blanches qui sont naturalisées haïtiennes par le gouvernement que des enfants nés ou à naître d'elles. Sont compris dans les dispositions du présent article, les Allemands et les Polonais naturalisés par le gouvernement. »,
  - Article 14 « Toute acception de couleur parmi les enfants d'une seule et même famille dont le chef de l'État est le père, devant nécessairement cesser, les Haïtiens ne seront désormais connus que sous le nom générique de Noirs. », et
  - Article 12 des dispositions générales « Toute propriété qui aura ci-devant appartenu à un blanc français est incontestablement et de droit confisquée au profit de l'État. »[45].
- L'indépendance ne sera reconnue par la France qu'en 1825, en échange du paiement par Haïti d'une indemnité pour les anciens propriétaires d'esclaves d'une hauteur de 150 millions de francs or (ramenée plus tard à 90 millions).

### Exode vers la Louisiane et Cuba (1806)
Achetée à la France en 1803 par les États-Unis, la Louisiane, qui n'est pas encore un de leurs États, voit arriver entre 1806 et 1809 plus de 10 000 Créoles de Saint-Domingue, selon Carl A. Brasseaux, historien et directeur du Centre d'études louisianaises de Lafayette. Ils font doubler en quelques années la population française de La Nouvelle-Orléans. Cette population instruite et active y développe de nombreuses activités comme des infrastructures portuaires qui permettent une Conquête de l'Ouest par la voie puissante du fleuve Mississippi.
La communauté des réfugiés français de Saint-Domingue en Amérique est soudée par leurs tribulations : plusieurs milliers ont fui ou ont péri dans l'insurrection de Saint-Domingue. Beaucoup se sont réfugiés dans l'est de Cuba avec leurs esclaves et ont repris la production des denrées coloniales. Cuba a ainsi "importé" autant d'esclaves qu'en deux siècles.
- 17 octobre 1806 : L'empereur Dessalines est assassiné dans le cadre d'une conspiration réunissant les anciens généraux Pétion et Christophe.
- Sécession de la partie sud et de la partie nord d'Haïti. Pétion, mulâtre, devient président d'une république du sud. Christophe, homme noir, devient ultérieurement roi d'un royaume du nord.

### Retour de la partie Est à l'Espagne (1808-1809)
Les Français qui restaient dans la partie orientale de l'île sont battus par les habitants hispanico-créoles sous le commandement de Juan Sánchez Ramírez, à la bataille de Palo Hincado le 7 novembre 1808. La capitulation française a lieu à Santo-Domingo le 9 juillet 1809. Le pays se replace alors volontairement sous l'autorité de l'Espagne. En effet, depuis le 24 mai 1808, la Guerre d'indépendance espagnole contre la France a commencé.
En novembre 1808 Napoléon entre en Espagne à la tête de 80 000 soldats. Les colons français sont alors chassés de Cuba et les terres qu'ils avaient mises en valeur sont reprises par les Espagnols. La Louisiane, qui n'est pas encore un État des États-Unis d'Amérique, accueille une grande partie de ces réfugiés. Certains sont des officiers français qui ont prêté main-forte à George Washington, comme eux planteur et officier, lors de la guerre d'indépendance américaine (1775-1783).
- Colonisation française de Saint-Domingue,
- Histoire de la République dominicaine
- Louisiane (Nouvelle-France)
- Réfugiés français de Saint-Domingue en Amérique
- Royaume d'Haïti (1811-1820)

### Traité de Paris (1814)
Lors du traité de Paris du 30 mai 1814, le royaume de France obtient des puissances signataires que l'indépendance d'Haïti ne soit pas reconnue, et que le territoire soit encore considéré comme colonie française.

## L'indemnité d'indépendance en 1825
En échange de la reconnaissance de l'indépendance du pays, officiellement encore possession française selon le traité de Paris de 1814, le roi de France Charles X contraint par la menace Haïti à verser à la France une indemnité pour compenser les pertes causées par les révoltes des esclaves et l'indépendance d'Haïti,.

### Ordonnance royale
Le 17 avril 1825, sous la Restauration, une ordonnance du roi Charles X impose le versement d'une « indemnité d'indépendance ». 

### Menace militaire

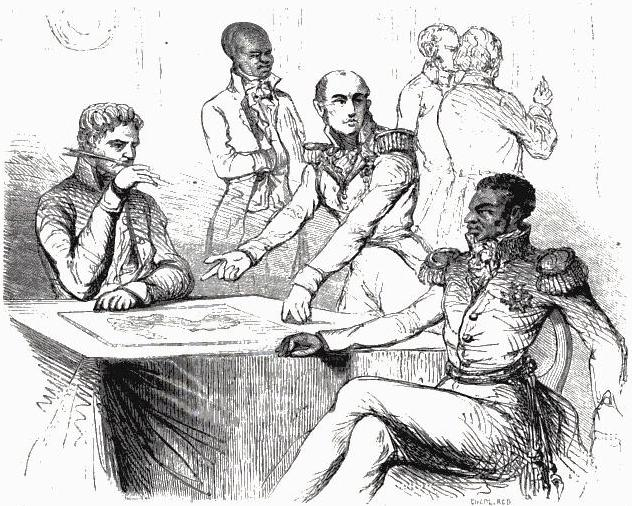
Le baron de Mackau et Jean-Pierre Boyer lors de la négociation du traité franco-haïtien de 1825.

Le 3 juillet suivant, une escadre de 14 navires de guerre se présente devant Port-au-Prince et l'émissaire du roi, le capitaine de vaisseau de Mackau se rend à terre pour informer le président Boyer de la décision du gouvernement français et le sommer, sous peine d'une déclaration de guerre et du blocus de tous les ports haïtiens, d'accepter les conditions de l'ordonnance qui outre le paiement d'une indemnité de 150 millions de francs aux anciens colons comprend l'octroi de privilèges douaniers exclusifs au commerce français.
Boyer vit là l'occasion de faire accéder enfin son pays à la reconnaissance internationale accepta l'ultimatum, ce qui lui fut vivement et longtemps reproché par la suite. L'indemnité, d'un montant initial de 150 millions de francs, sera réduite à 90 millions en 1838, soit approximativement le prix de la vente de la Louisiane aux Américains. Les autorités haïtiennes finissent de payer en 1886, soit au bout de 61 ans. Cette somme était destinée à dédommager les colons français pour leurs propriétés perdues. Mais seules 11 000 des personnes indemnisées sur 25 000 sont d'anciens colons. Les autres sont des héritiers auxquels les banques françaises demandent le remboursement des prêts consentis à leurs parents pour l'achat de terres et d'esclaves. Ce sont finalement les banques les principales bénéficiaires.

### Conséquences sur le développement du pays
Il est estimé que c'est la charge très lourde de cette dette qui a conduit, en 1910, à l'achat d'une part importante de la Banque de la République d'Haïti par la banque américaine National City. Une opération qui est un prélude à l'occupation américaine de 1915 à 1934. C'est en effet une plainte de non remboursement de dettes des banques américaines qui a formellement déclenché l'opération.
Les États-Unis ont pris prétexte de l'accord haïtien sur le paiement de l'indemnité pour maintenir leur refus de reconnaissance de l'État d'Haïti. Une position qui est en relation avec le préjugé racial contre les Noirs à l'époque, et la nouvelle doctrine Monroe. C'est seulement en 1862 que les États-Unis reconnaitront Haïti. Cette décision sous la présidence d'Abraham Lincoln coïncide avec sa Proclamation d'émancipation qui met fin à l'esclavage aux États-Unis.
Le paiement de cette indemnité a entraîné un important retard de développement dans le pays. En comptant les sommes effectivement versées par les Haïtiens aux héritiers de leurs anciens maîtres, les commissions bancaires, les intérêts, et les pénalités de retard appliqués au fil des décennies, Haïti a déboursé environ 560 millions de dollars en valeur actualisée. Surtout, cette dette a engendré un manque à gagner de 21 à 115 milliards de dollars selon les estimations, du fait que les sommes versées par Haïti n'ont jamais profité au pays et ont été expédiées en France sans biens ni services en retour,.

### Demande de réparations (2003)
Le 7 avril 2003, conjointement avec des manifestations de rue du mouvement Lavalas qui scandent « Restitisyon », le président Aristide demande la restitution par la France de l'indemnité d'indépendance. Il estime son montant actualisé à environ 21 milliards d'euros. Le 2 juin 2003 le président Jacques Chirac répond « j’ai la plus grande sympathie pour le pays et pour sa population. Et, nous avons de surcroît, une coopération importante et nous apportons à Haïti une aide non négligeable. Avant d'évoquer des contentieux de cette nature, je ne saurais trop conseiller aux autorités haïtiennes d'être très vigilantes sur, je dirais, la nature criminelle et anti-démocratique de leurs actions et de leur régime. ». À la suite du coup d'État contre le président Aristide en février 2004, le nouveau premier ministre, Gérard Latortue, déclare abandonner cette requête.